# Wutachschlucht
Die Wutachschlucht ist ein Engtal im Verlauf der oberen Wutach mit drei schluchtartigen Abschnitten, deren unterster auch als Wutachflühen bekannt ist. Sie durchschneidet die südliche Baar vom östlichen Hochschwarzwald ostwärts bis an den Trauf der Schwäbischen Alb, die hier in den Randen übergeht.
Die 60 bis 170 Meter tiefen Schluchten erstrecken sich (ohne Nebenschluchten) über 33 Flusskilometer und sind in vieler Hinsicht bemerkenswert. Ihre geologisch junge, prototypische und anschaulich fortwährende Entstehung bringt eine große Vielfalt an Geo- und Biotopen hervor und ermöglicht einen entsprechenden Reichtum an Tier- und Pflanzenarten. Die Schluchten sind touristisch stark frequentiert und spielten auch eine wichtige Rolle bei der Etablierung des Naturschutzgedankens im südwestlichen Deutschland. Die Wutachschlucht ist Teil des Naturparks Südschwarzwald und steht als ausgewiesenes Naturschutzgebiet sowie als Bestandteil des Europäischen Vogelschutzgebiets Wutach und Baaralb unter besonderem Schutz.

## Verlauf und Charakteristik

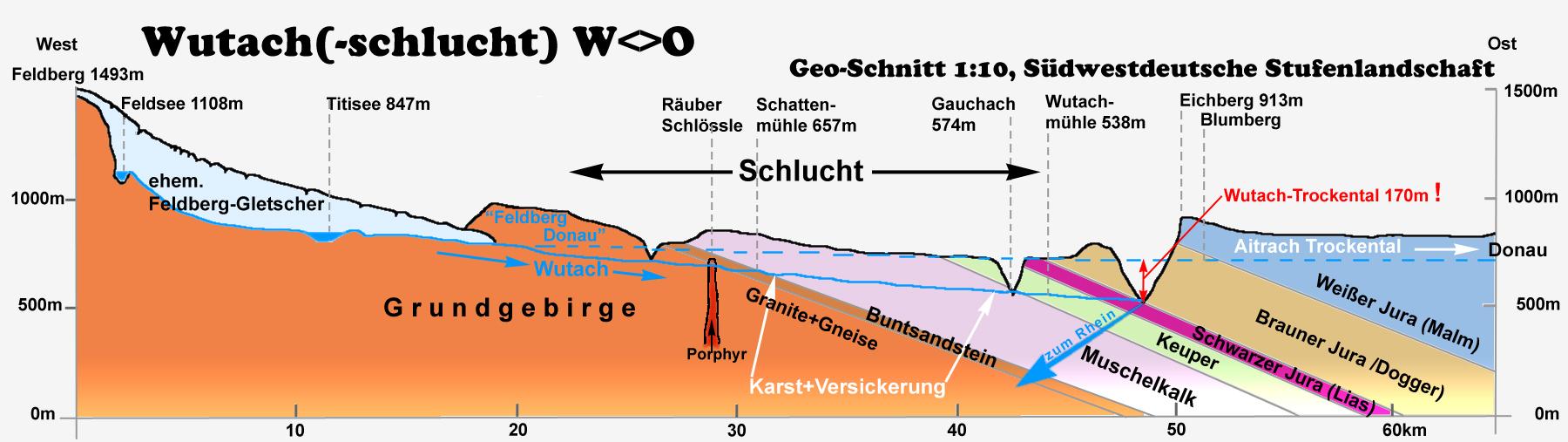
Aufschluss des Südwestdeutschen Schichtstufenlands entlang der Wutach

Die Schluchten beginnen im Tal der Gutach (Oberlauf der Wutach) unterhalb von Neustadt und im Tal der Haslach unterhalb von Lenzkirch. Nach der Vereinigung zur Wutach verlaufen sie mit geringen Richtungswechseln zunächst generell ostwärts und enden beim Stühlinger Ortsteil Grimmelshofen, nachdem die Wutach auf dem Gebiet der einstigen Bergbaustadt Blumberg am Trauf der Baaralb markant nach Süden abgeknickt ist. Zunächst werden die Schluchten von den bewaldeten Hochflächen der Schwarzwald-Ostabdachung begrenzt. Anschließend bildet den Nordrand die historische Bertholdsbaar mit dem Zentrum Löffingen und dem Ort Rötenbach. Südlich gegenüber liegt eine ähnliche Muschelkalkhochfläche mit Bonndorf als Zentrum und der Gemeinde Wutach.
Die Wutach und einige ihrer Nebenbäche haben auf kaum 20 Kilometer Luftlinie einen natürlichen Profilschnitt durch fast alle Gesteinsschichten der Süddeutschen Schichtstufenlandschaft gegraben, welche sich nach Norden hin bis 200 Kilometer weit auffächern, hier aber in enger Scharung nacheinander an der Oberfläche ausstreichen. Die mesozoischen Gesteinsschichten wurden durch die Hebung des südlichen Schwarzwaldes deutlich schräger gestellt als sonst (im Mittel 7 %) und genau hier von der Wutach der Reihe nach angeschnitten. Da die Wutach „nur“ mit rund 1 % Gefälle ostwärts fließt, tritt sie im Verlauf der Schlucht in immer jüngere, jeweils darüber abgelagerte Gesteinsschichten über. So entstand eine durchgehende Folge von Gesteinsaufschlüssen vom Grundgebirge (hier meist Granit) über die Trias bis zum Jura. Da diese Gesteine, wenn sie durch Tiefenerosion angeschnitten werden, jeweils eigentümliche, sehr unterschiedliche Geländeformen hervorbringen, konnte eine der abwechslungsreichsten und interessantesten Schluchtlandschaften Mitteleuropas entstehen. Die Schluchten sind oft übergangslos in breite Talmulden eingeschnitten und sind dann selbst aus geringer Entfernung kaum zu erahnen.
Als eigene Naturräume stellen sich nicht nur die Schluchten selbst dar, man misst auch der von ihnen zerschnittenen Hochflächenlandschaft den Status einer eigenständigen naturräumlichen Einheit zu. Das Mittlere Wutachgebiet liegt zwischen den hinsichtlich des Untergrundes ähnlichen Naturräumen der Baar im Norden und des Klettgauer Hügellandes im Süden. Über die alles durchziehende Schlucht stellt das Gebiet auch eine Brücke zwischen den Gebirgsräumen Schwarzwald und Schwäbische Alb dar.

## Das Schluchtensystem der Wutach und ihrer Nebenflüsse

### Obere Schlucht im Grundgebirge

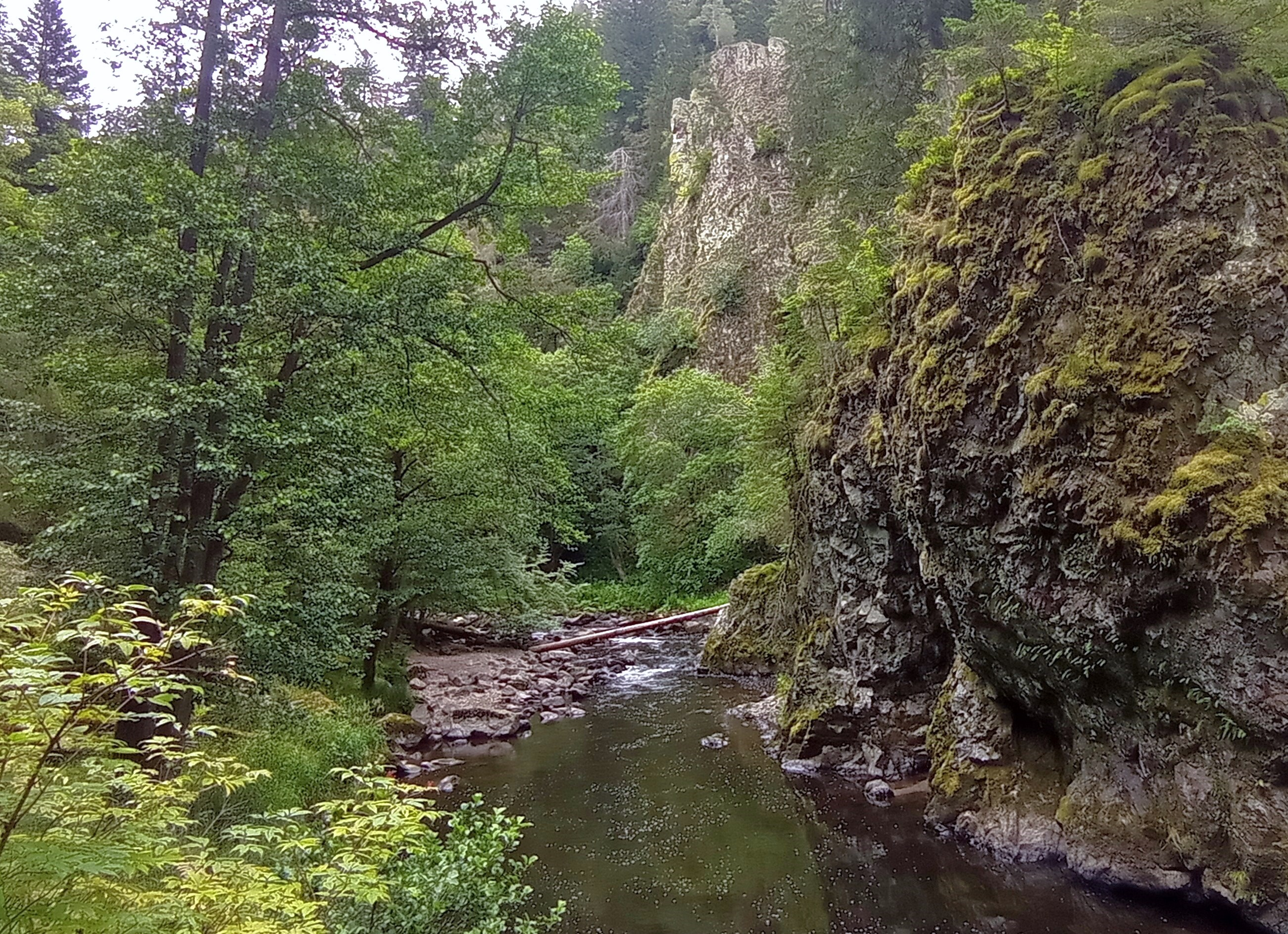
Obere Schlucht im Granit, rechts der Nägelefels (Porphyr) mit Räuberschlössle

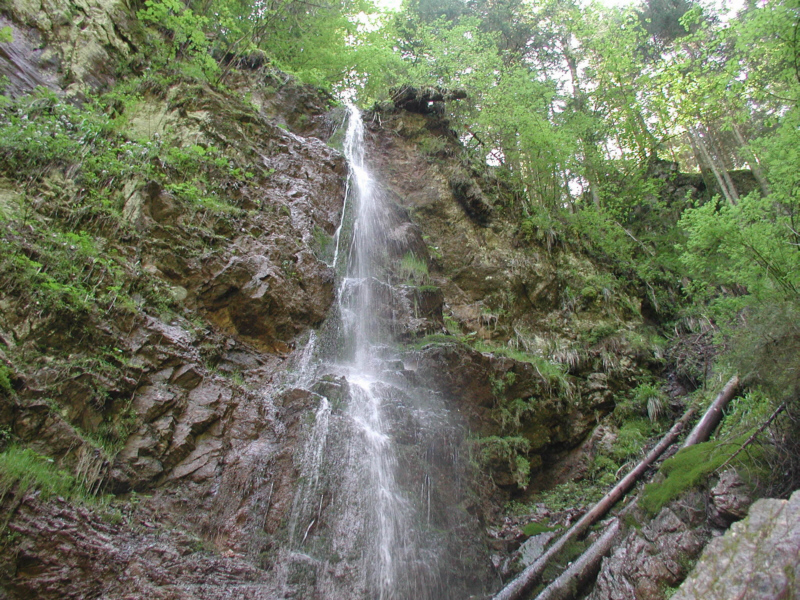
Wasserfall in die untere Lotenbachklamm

Beim Austritt der eiszeitlich stark überformten breitsohligen Täler der Gutach und der Haslach aus dem östlichen Schwarzwald schneiden sich die Bäche mit plötzlichem Gefällezuwachs in zunächst kleine, oftmals enge Schluchten ein. Im anfänglich vorherrschenden Granit wechseln dunkle, unwegsame Schluchtabschnitte mit kurzen Talweitungen ab. Die felsigen Hänge weisen einen auch natürlich erhöhten Nadelholzanteil auf. Talabwärts, im Bereich der hier wenig standfesten Buntsandsteinschichten, fehlen spektakuläre Schluchtszenerien. Die Nebenschluchten dieses oberen Schluchtabschnitts sind eng; einige wären ohne angelegte Pfade kaum passierbar.
Die Schlucht des Hauptquellflusses Gutach beginnt mit merklich erhöhtem Gefälle wenig oberhalb der Gutachbrücke der Höllentalbahn von 1900, deren Steinbogen damals die mit 64 Metern größte Spannweite in Deutschland aufwies. Der Höhepunkt der von rechts einmündenden Haslachschlucht ist der Rechenfelsen, eine kurze, gut 20 Meter tiefe Klamm. Die bald darauf von links einmündende Rötenbachschlucht kulminiert in einem zweistufigen Wasserfall von 6 Metern Höhe. Unterhalb der wenigen Reste von Burg Stallegg beruhigt sich die Wutach im kleinen Stausee des Elektrizitätswerks Stallegg von 1895. Kurz darauf passiert sie die hölzerne, gedeckte Stallegger Brücke am einstigen Verbindungsweg zwischen fürstenbergischen Besitzungen beiderseits der Schlucht. Ab der einmündenden Reichenbachschlucht zwängt sich der Fluss durch die Granitschrofen der weglosen Stallegger Schlucht. Sie endet am Felsen Räuberschlössle mit der Burgruine Neu-Blumberg (auch Neu-Blumegg), einer nördlich der Wutach bis 80 Meter aufragenden Quarzporphyr-Formation, die nach dem Vorkommen von Pfingstnelken auch Nägelefels heißt und von der Wutach klammartig durchschnitten wird. Bei der Schattenmühle und der querenden Straße mündet von rechts die Lotenbachklamm, eine Granitschlucht mit vier Wasserfällen bis 8 Meter Höhe, sowie einem etwa 20 Meter tief hineinstürzenden Nebenbach. Die obere Wutachschlucht ist von der Straßenbrücke L156 bis zur Schattenmühle schweres Wildwasser IV bei geeignetem Wasserstand im Winter oder zur Schneeschmelze mit dem Wildwasserkajak befahrbar. Insbesondere die Stallegger Schlucht weist häufig wechselnde Baumhindernisse auf.

### Tal von Dietfurt und Bad Boll

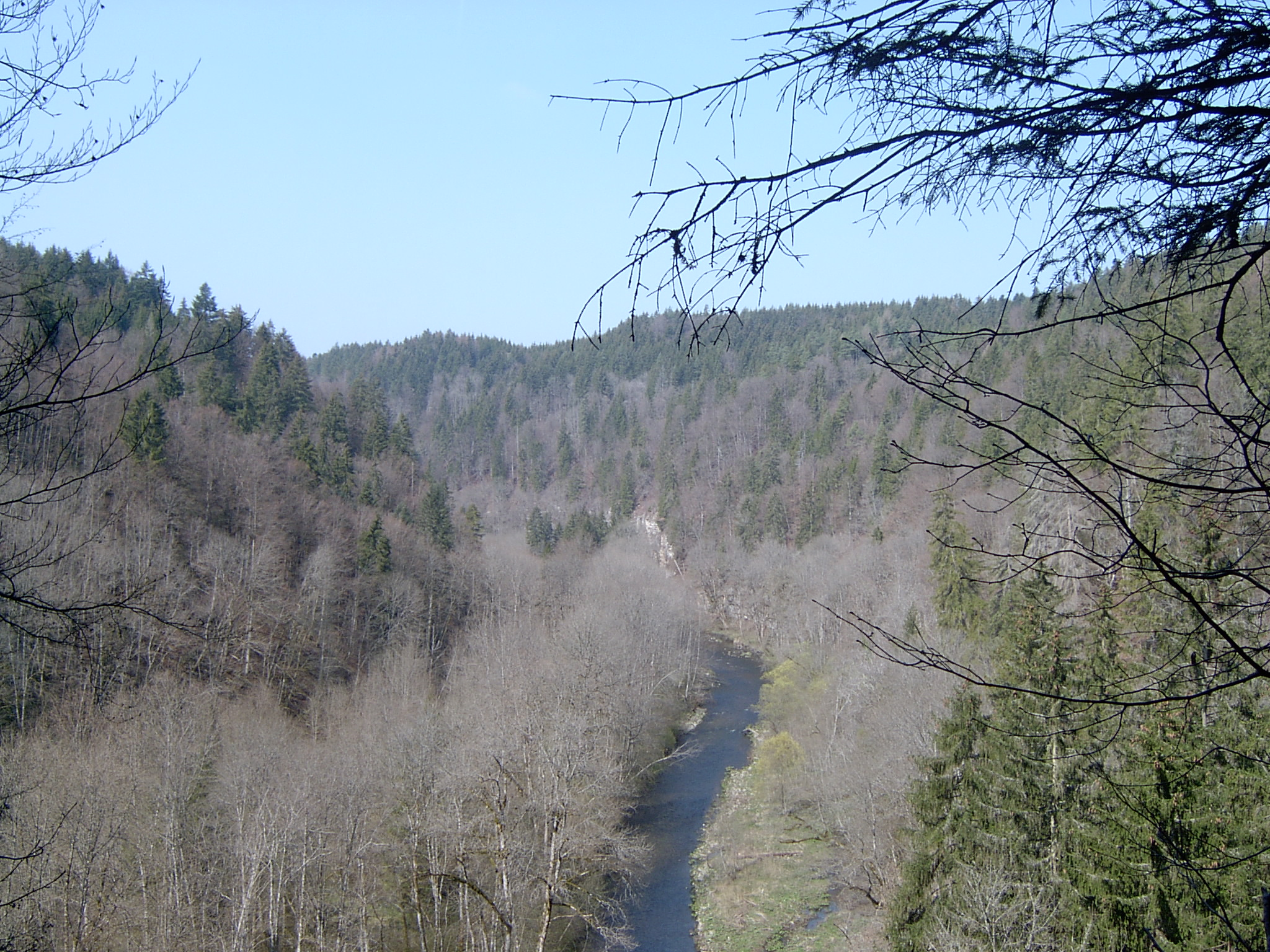
Wutachschlucht bei Reiselfingen, hier ein breites Kerbsohlental

Mit dem Übertritt des Flusses in den Unteren und Mittleren Muschelkalk endet das schwarzwaldtypische Landschaftsbild. Die durch Auslaugung von Gipseinlagerungen stark verformten und gleitfähigen Kalkgesteine haben ein etwas breiteres Kerbsohlental entstehen lassen mit hoher Standortvielfalt und unruhigem Kleinrelief. So kragen an der sonnseitigen Schelmenhalde ausgedehnte Kalktuffbildungen mit breitem Schleierwasserfall über den Wanderweg aus, und talabwärts gegenüber gleitet ein einst durchlöchertes, inzwischen zerfallendes und seitdem Drei Zinnen genanntes Muschelkalk-Felsgebilde auf Rutschmassen des Mittleren Muschelkalkes zur Wutach. Es dominieren Laubwaldgesellschaften. Vereinzelt unterbrechen Wiesen den Auwald.
Weiter talabwärts werden, zunächst an den Oberhängen, langgestreckte Felswände aus Schichten des Oberen Muschelkalks prägend, besonders links die etwa einen Kilometer langen Rappenfelsen über nachsackendem Untergrund. Dort mündet das zur offenen Schlucht verstürzte Gaisloch. Unterhalb davon führte an der Dietfurt mit einstiger Mühle die älteste, sehr steile Schluchtquerung über den Fluss, zwischen 1614 und 1632 mit Brücke. Zentrum des Talraums war, nahe beim Fritz-Hockenjos-Steg, der geschichtsträchtige Badhof: eine Allee und Reste der Parkanlagen sind noch erhalten. Auf einem Felssporn oberhalb musste Schloss Neu-Tannegg (von ca. 1200) vor 1500 aufgegeben werden, weil es durch den absinkenden Felshang teilweise eingestürzt war. Unmittelbar darunter stürzt der Boller Wasserfall zweistufig etwa 40 Meter tief von rechts zur Wutach. Dies ist der höchste Wasserfall der Wutachschlucht und war, als in Bad Boll noch Kurbetrieb herrschte, abends beleuchtet. Heute ist er kaum zugänglich. Am Felsenweiher, einem Altwasserrest unter einer Wand des Oberen Muschelkalks, stürzt der Tannegger Wasserfall (benannt nach der Ruine Alt-Tannegg) 15 Meter tief über eine bizarre Kalktuffbildung. Etwa gegenüber liegt das Münzloch, die mit 84 Metern längste Höhle der Wutachschlucht.

### Mittlere Schlucht im Hauptmuschelkalk

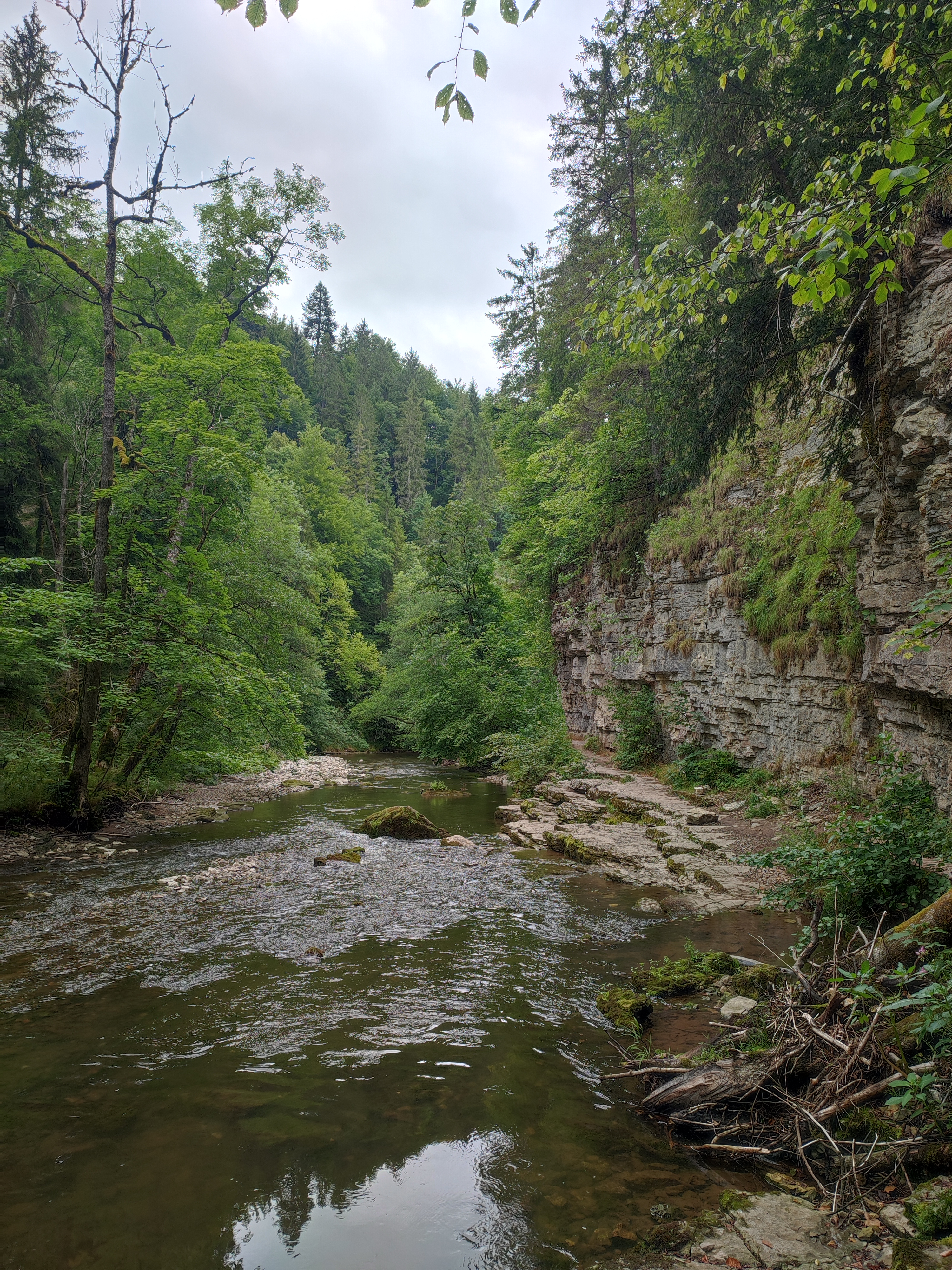
Muschelkalkwand (Amselfelsen) in der Mittleren Schlucht

Sobald weiter talab die Muschelkalkwände die Schluchtsohle erreicht haben, beginnt der cañonartige zweite Schluchtabschnitt. Er ist der am frühesten erschlossene, bis heute touristisch interessanteste Teil der Schlucht. In breiter Schottersohle pendelt die Wutach von einer Felswand zur anderen, einige davon unterspült und überhängend, manche bis über 80 Meter hoch.
Der Ludwig-Neumann-Weg ist eine der aufwändigsten Wegeanlagen des Schwarzwaldvereins und führt heute, nachdem fast alle Brücken einer ersten Weganlage von Hochwässern zerstört wurden, ausgesetzt, aber gesichert durch die Felswände. Gleich zu Beginn wird fast 70 Meter hoch der Amselfels gequert mit Blick auf den Großen Kanzelfels im Norden. Teile seiner rechten Kanzel stürzten 1983 zirka 80 Meter tief in die Wutach. Die folgende lange, teils überhängende Wandflucht Engländerfels wurde im Gedenken an einen 1906 hier abgestürzten Engländer benannt. Auch die Forellenfelsen erinnern an den frühen mondänen englischen Angeltourismus in der Wutachschlucht. Zentraler Rastplatz der mittleren Schlucht ist in einer Talweitung die Schurhammer-Hütte. Im nachfolgenden Abschnitt versinkt die Wutach großenteils in Klüften der Muschelkalkfelsen und tritt nach 1,3 Kilometern am Fuß einer Wandflucht kataraktartig wieder aus. 1953 verstürzte die höhlenartige Alte Wutachversinkung am alten Rümmelesteg, von dem ein im Fels als hälftige Hängebrücke verankerter Teil erhalten ist. Wiederum an ein Absturzopfer (1907) erinnern der Josefssteg und der Josefsfelsen mit krönendem Felsturm. Den Abschluss der mittleren Schlucht bildet der gedeckte Kanadiersteg, der 1976 von kanadischen Pionieren erbaut wurde. Er führt von der Gauchachmündung zum südlich gegenüber liegenden hohen Bergsporn mit der ehemaligen Spornburg Hörnle. Die mittlere Wutachschlucht ist von der Schattenmühle bis zur Wutachmühle leichtes bis mäßig schweres Wildwasser I-II und bei geeignetem Wasserstand im Winter oder zur Schneeschmelze mit dem Kajak befahrbar.

### Achdorfer Tal im Keuper und Unteren Jura

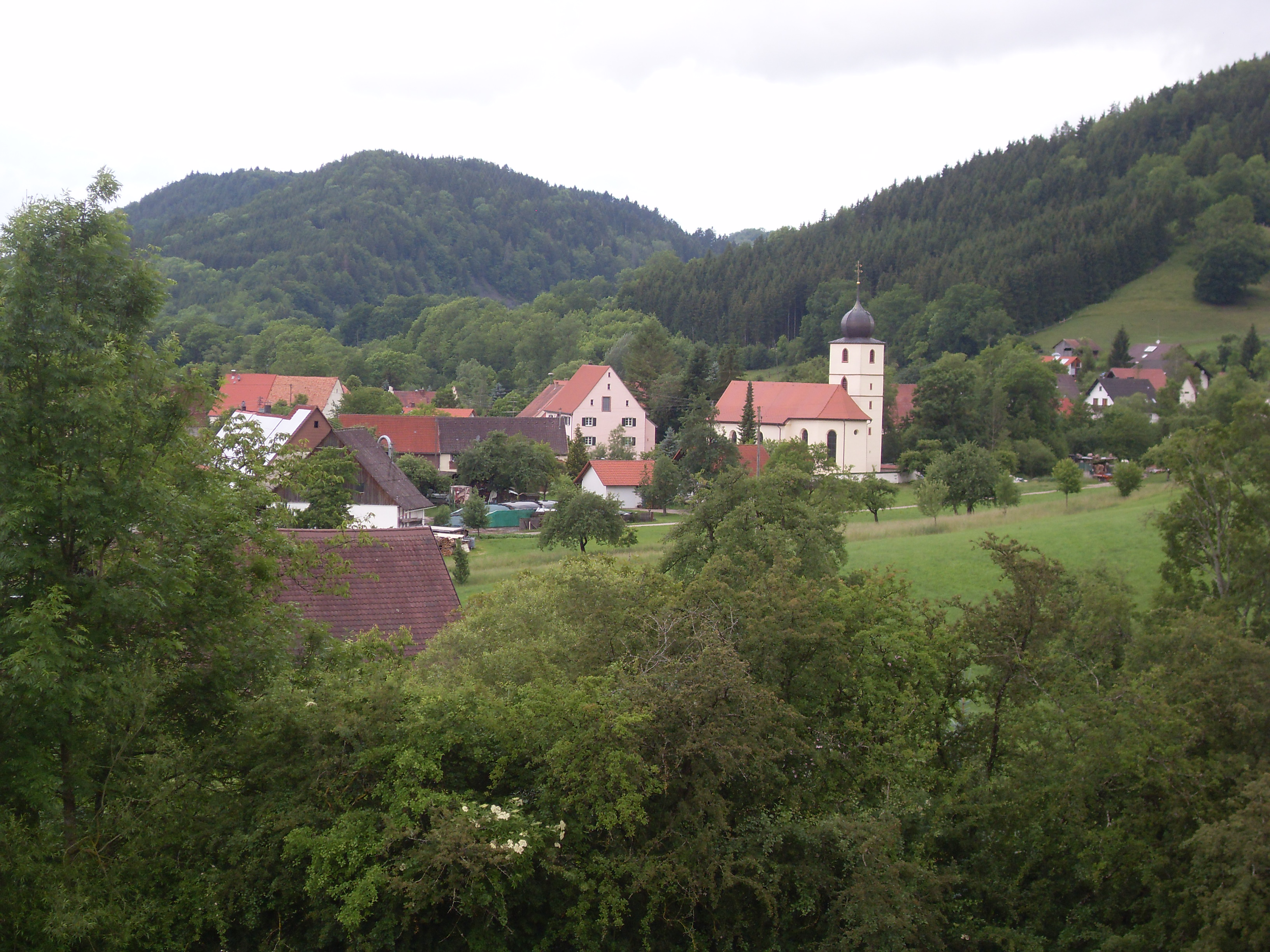
Achdorf in der Talweitung, Blick zum Aubachtal

Nach der Einmündung der Gauchachschlucht von Norden weitet sich das Tal erneut und wird offen, erschlossen und besiedelt. An der ersten Straßenbrücke liegt die Wutachmühle mit einem Sägewerk und einem Kiosk. Die fast unbebauten Hänge mit unruhigem, teils bizarrem Relief lassen die in den wenig standfesten Gesteinen des Keupers fast allgegenwärtigen Rutsch- und Kriechvorgänge erahnen. Vier der einst neun Ortschaften in diesem so genannten Achdorfer Tal sind dem instabilen Baugrund zum Opfer gefallen und wüst geworden. Deutlich sichtbar sind drei große Rutschungen: der Eschacher Bergsturz am Ostabsturz des Scheffheu (1880, 1940 und 1966), der Erdrutsch am Eichberg von 1966 mit einem dabei entstandenen Wasserfall und der Erdrutsch am wiederholt verworfenen Wellblechsträßle am Buchberg-Fuß von 1976. Die größeren Dörfer Aselfingen und Achdorf liegen an den Mündungen von Aubachtal (mit Mundelfinger Wasserfall und Ruine Hardegg) und Krottenbachtal. Im Osten wird das Tal von den markanten Berggestalten Eichberg (913,6 Meter) und Buchberg (879,9 Meter) überragt, zwischen denen das obere Aitrachtal 170 Meter über dem Wutachtal scheinbar ins Leere streicht und die Blumberger Pforte bildet. Unterhalb der einstigen Burg Blumberg stürzen von dort die Schleifebachfälle herab (4, 9 und 5 Meter hoch).

### Untere Schlucht (Wutachflühen) im Hauptmuschelkalk

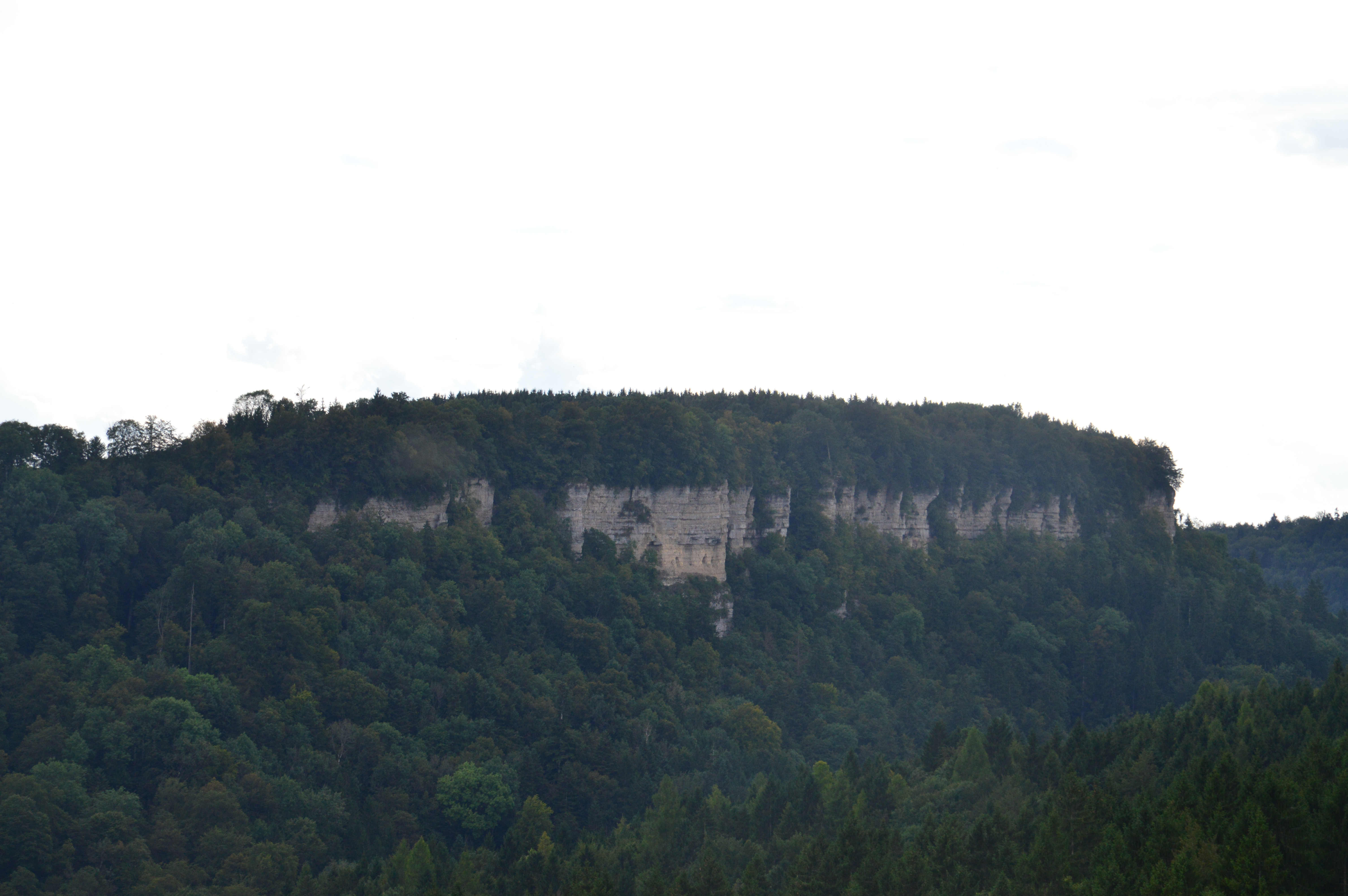
Die Grimmelshofer Flüh von Norden. Bick von der Kanzel am oberen Flüheweg in der ersten Etappe des Schluchtensteigs

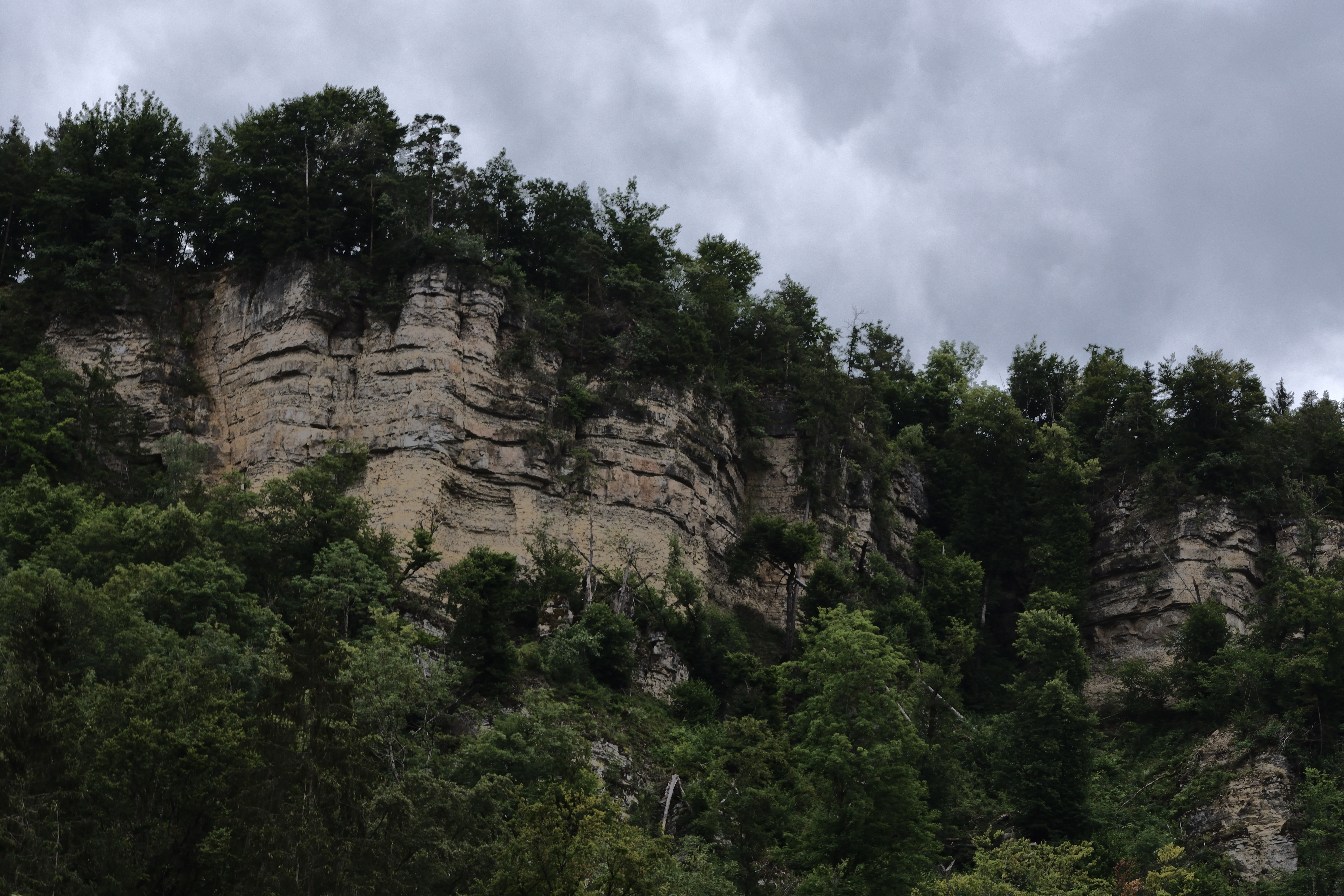
Die linke Schluchtwand der Flühen

Nach dem markanten Wutachknie quert die Wutach eine bedeutende Verwerfungslinie, südlich derer der diesseits schon tief abgetauchte Obere Muschelkalk wieder die oberen Talhänge als Felsmauern begleitet. In dieser dritten Schlucht, den Flühen (alemannisch: Felswände), erreichen die Dimensionen der Schlucht und der Felswände ihren Höhepunkt. Hier liegt mit der Walenhalde auch der zerklüftete, mit 350 m höchste Steilhang der Alb. Die Flühen sind allerdings weniger abwechslungsreich und erst mit dem Betrieb der querenden Wutachtalbahn zu einer gewissen touristischen Bekanntheit gelangt.
Das Engtal beginnt mit dem kleinen Letterngraben-Wasserfall auf der rechten Talseite und mit Wasserfällen im Sackpfeiferdobel und im Sturzdobel (15 Meter, Kalktuff-Vorkragungen) auf der linken Schluchtseite. Die eigentlichen Wutachflühen stellen linksseitig eine 3 Kilometer lange, bis 85 Meter hohe Felswand dar; es ist der größte Aufschluss des Oberen Muschelkalks in Deutschland. Aus der zerklüfteten Wand lösen sich Felstürme wie der Lunzistein (auch Brautfluh, etwa 15 Meter hoch) oder der Mannheimer Felsen. Gegenüber liegt auf einem frei stehenden, 30 Meter hohen Felsplateau die Ruine Burg Blumegg. Als Pendant zur Gutachbrücke am Beginn markiert das Viadukt der Wutachtalbahn das Ende der Wutachschluchten.
Die untere Wutachschlucht ist vom Wehr vor Achdorf bis Grimmelshofen mittelschweres Wildwasser II (IV) und bei geeignetem Wasserstand im Winter oder zur Schneeschmelze mit dem Kajak befahrbar.

### Gauchachschlucht

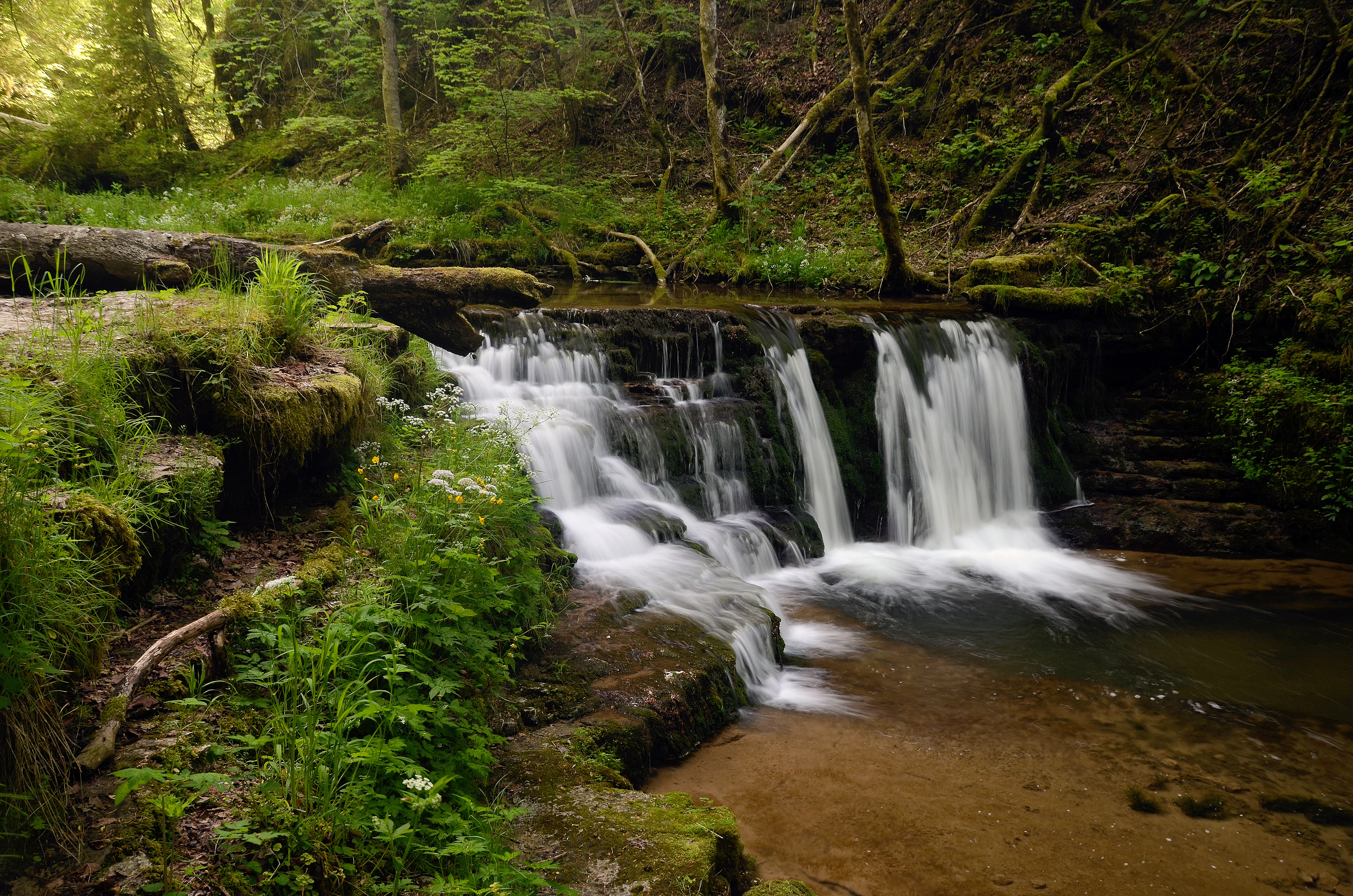
Stufen im Bachbett der Gauchach oberhalb der Burgmühle

Die wichtigste Nebenschlucht, die Gauchachschlucht, ist durch ihre Enge und durch ein in Bänken des Oberen Muschelkalks kaskadenartig geformtes Bachbett gekennzeichnet. Etwa in der Mitte mündet an der Burgmühle die eher geradlinige, raue Engeschlucht des Tränkebachs, die mit der Gauchach- und der Wutachschlucht das Bachheimer Schluchtenviereck bildet. Auch dort findet der Niedrigwasserabfluss seinen Weg unterirdisch zur Wutach.
Nach einer Talweitung unterhalb der Gauchachtalbrücke im Zuge der Bundesstraße 31 folgt bei der funktionsfähig restaurierten Guggenmühle eine erste Talenge. Die eigentliche Schlucht beginnt bei den Ruinen der Grünburg (Mauerreste von 15 × 12 Meter) und der Lochmühle, die durch Hochwasser zerstört wurde. Darüber steht die Grünburg- oder Lochmühlekapelle mit Votivbild einer Hochwasserkatastrophe von 1804 und erneut 1895. Unterhalb der Ruine Neuenburg, die nach einem Erdrutsch fast nicht mehr erkennbar ist, fungiert das Wanderheim Burgmühle der Naturfreunde als touristischer Stützpunkt. Im untersten Schluchtteil erschließt ein Naturlehrpfad unter anderem eindrucksvolle Quellkalke und Bestände des Riesenschachtelhalms.

### Längen der Schluchtstrecken
- Obere Schlucht: 9 Kilometer

(Dietfurter Tal: 5 Kilometer)
- Mittlere Schlucht: 7,5 Kilometer

(Achdorfer Tal: 7,5 Kilometer)
- Untere Schlucht (Flühen): 3,5 Kilometer

Summe Wutachschluchten: 20 Kilometer
- Haslachschlucht: 3 Kilometer
- Rötenbachschlucht: 2,5 Kilometer
- Reichenbachschlucht: 1,5 Kilometer
- Lotenbachklamm: 1 Kilometer
- Hirschgraben: 1 Kilometer
- Gauchachschlucht: 4,5 Kilometer
- Engeschlucht: 2 Kilometer
- Schleifebächle: 1,5 Kilometer

Summe Nebenschluchten: 17 Kilometer

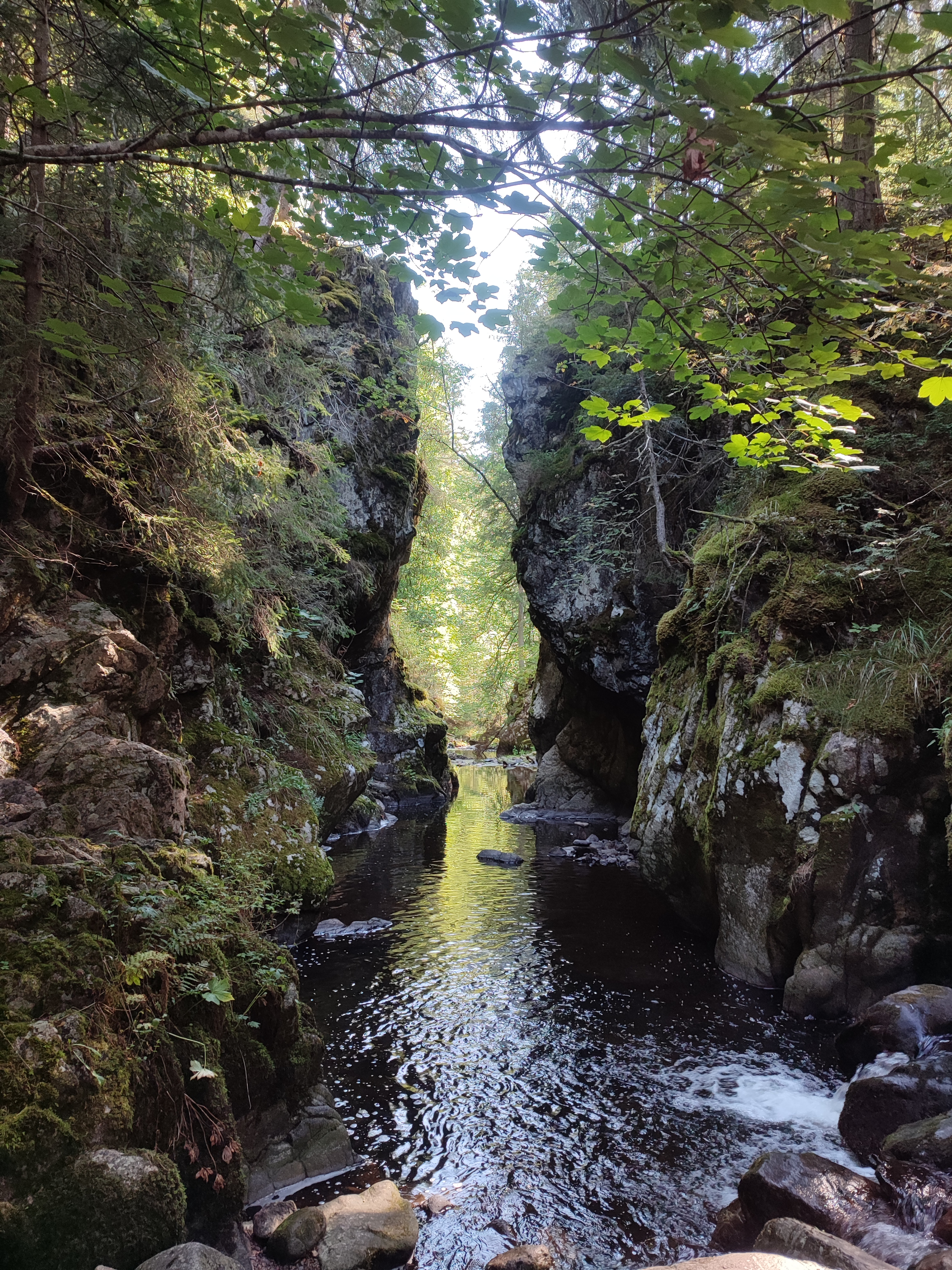
Die Klamm Rechenfelsen der Haslach
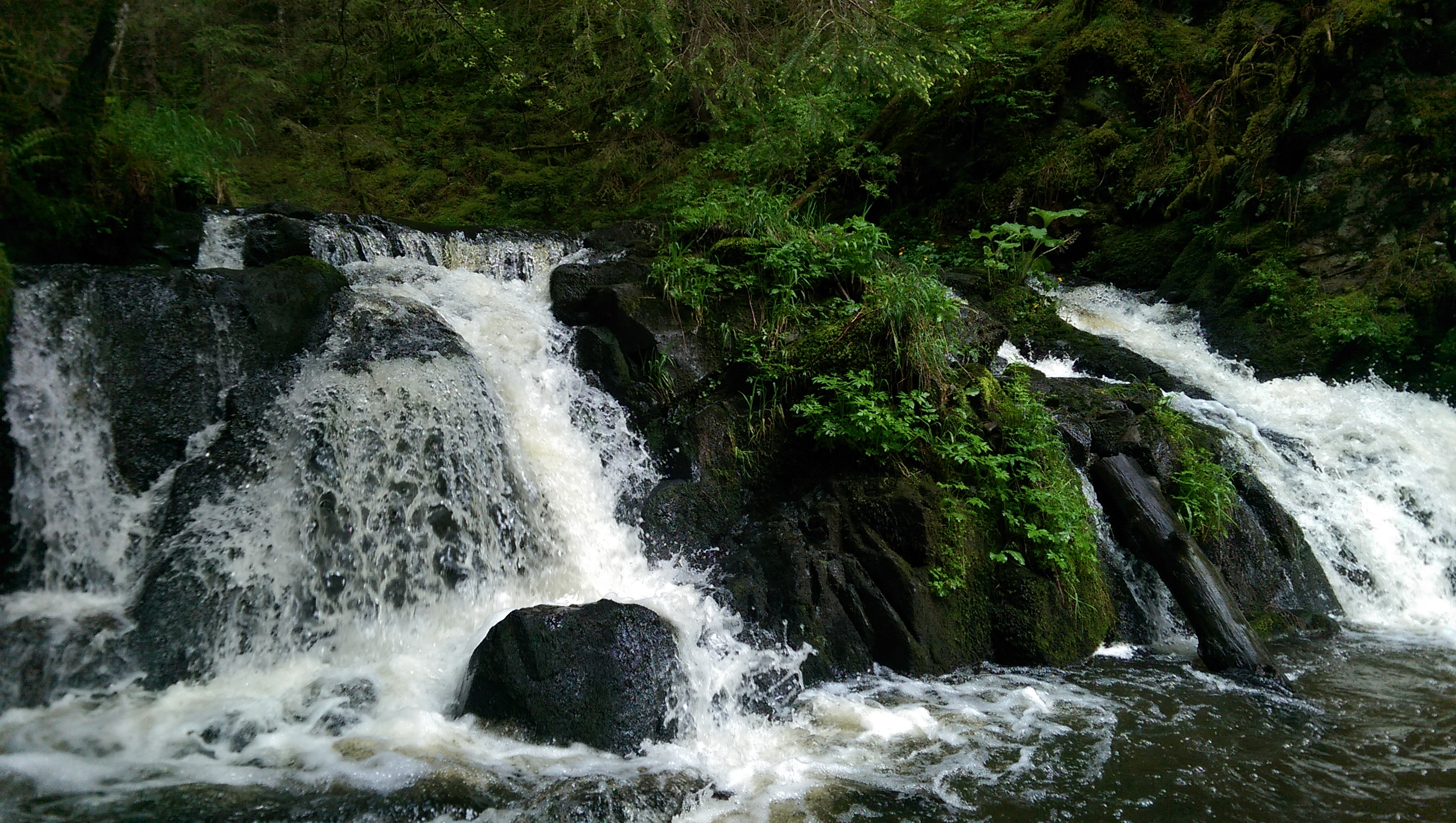
Wasserfall in der unteren Rötenbachschlucht
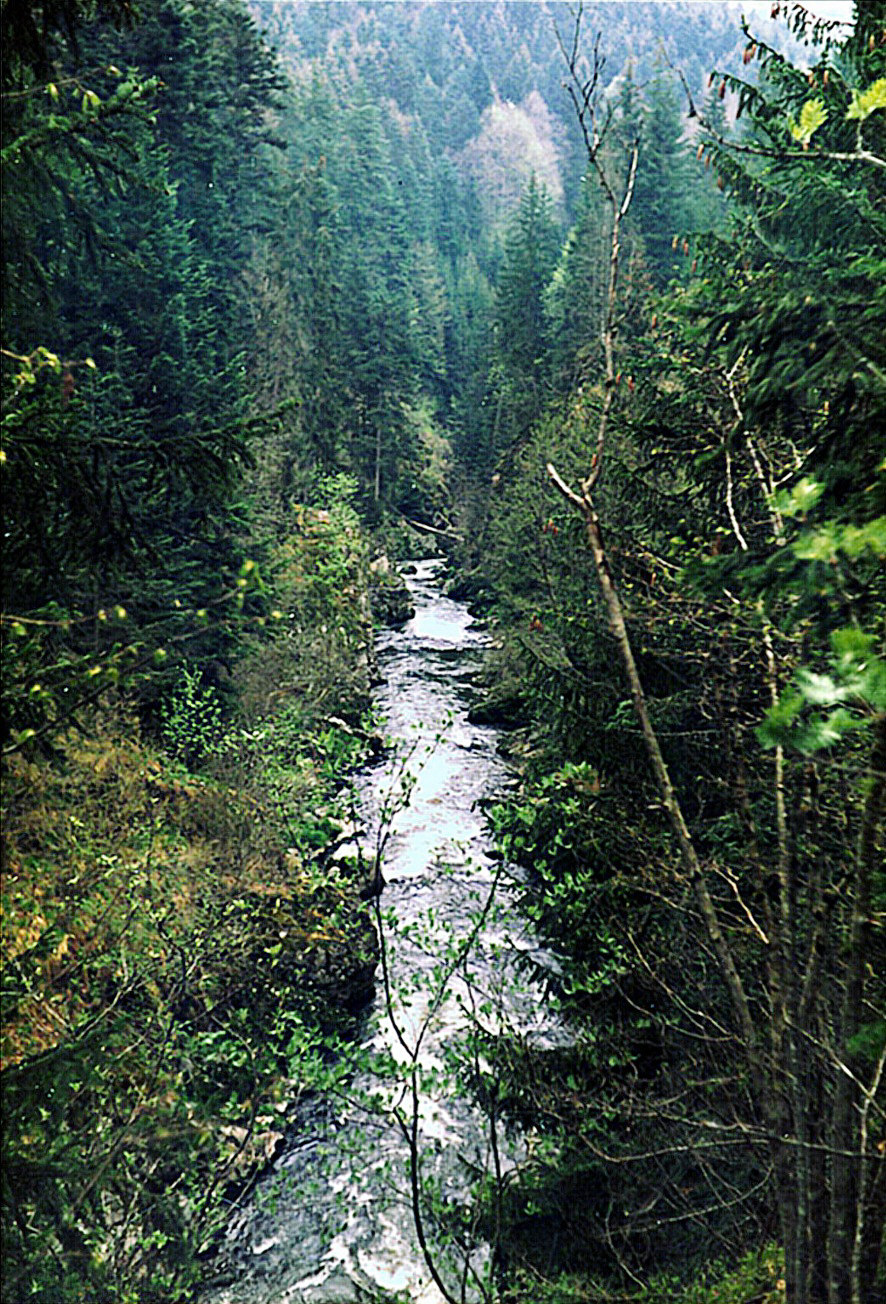
Die obere Wutachschlucht bei der Ruine Stallegg
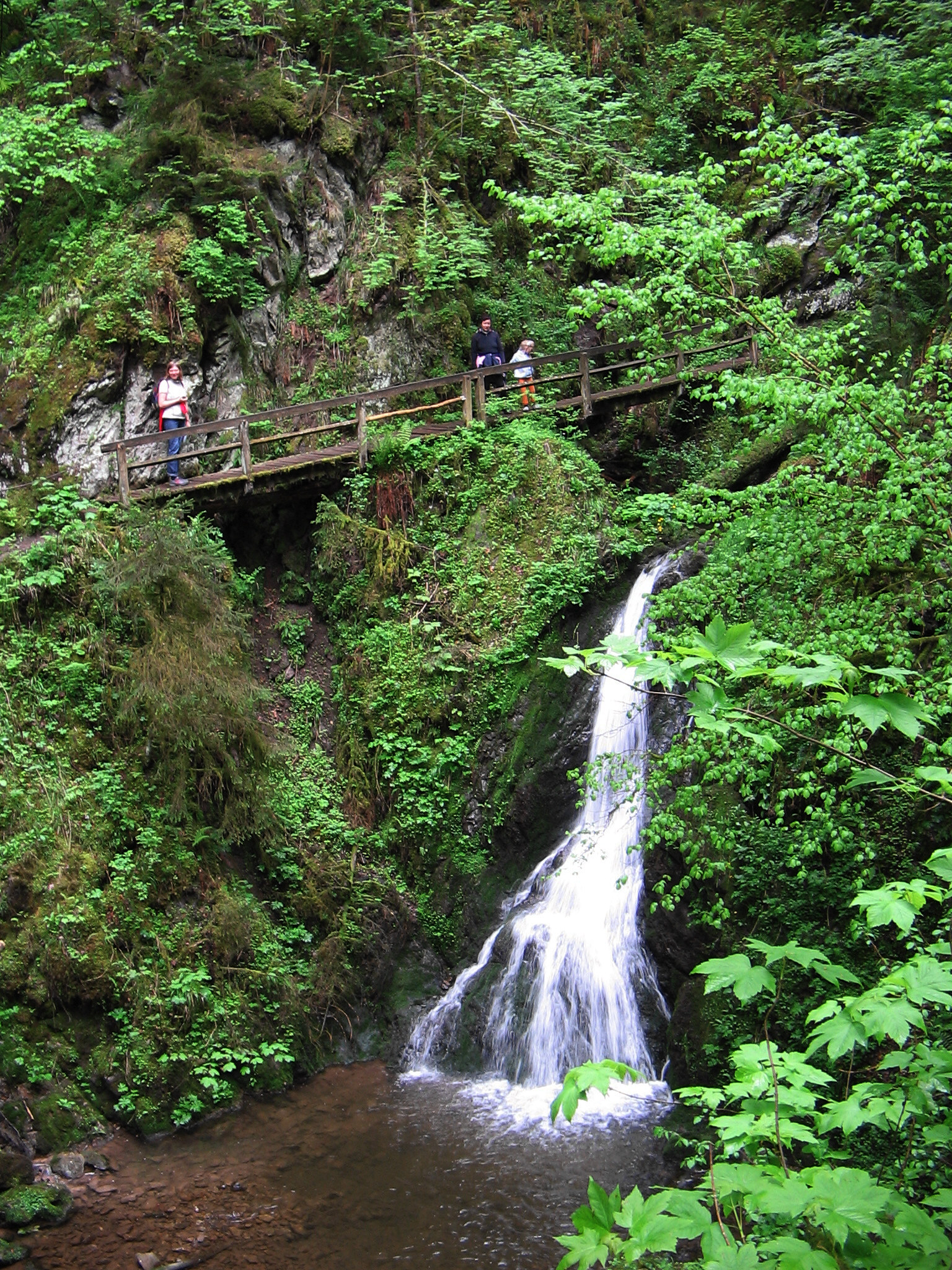
Unterster Wasserfall in der Lotenbachklamm
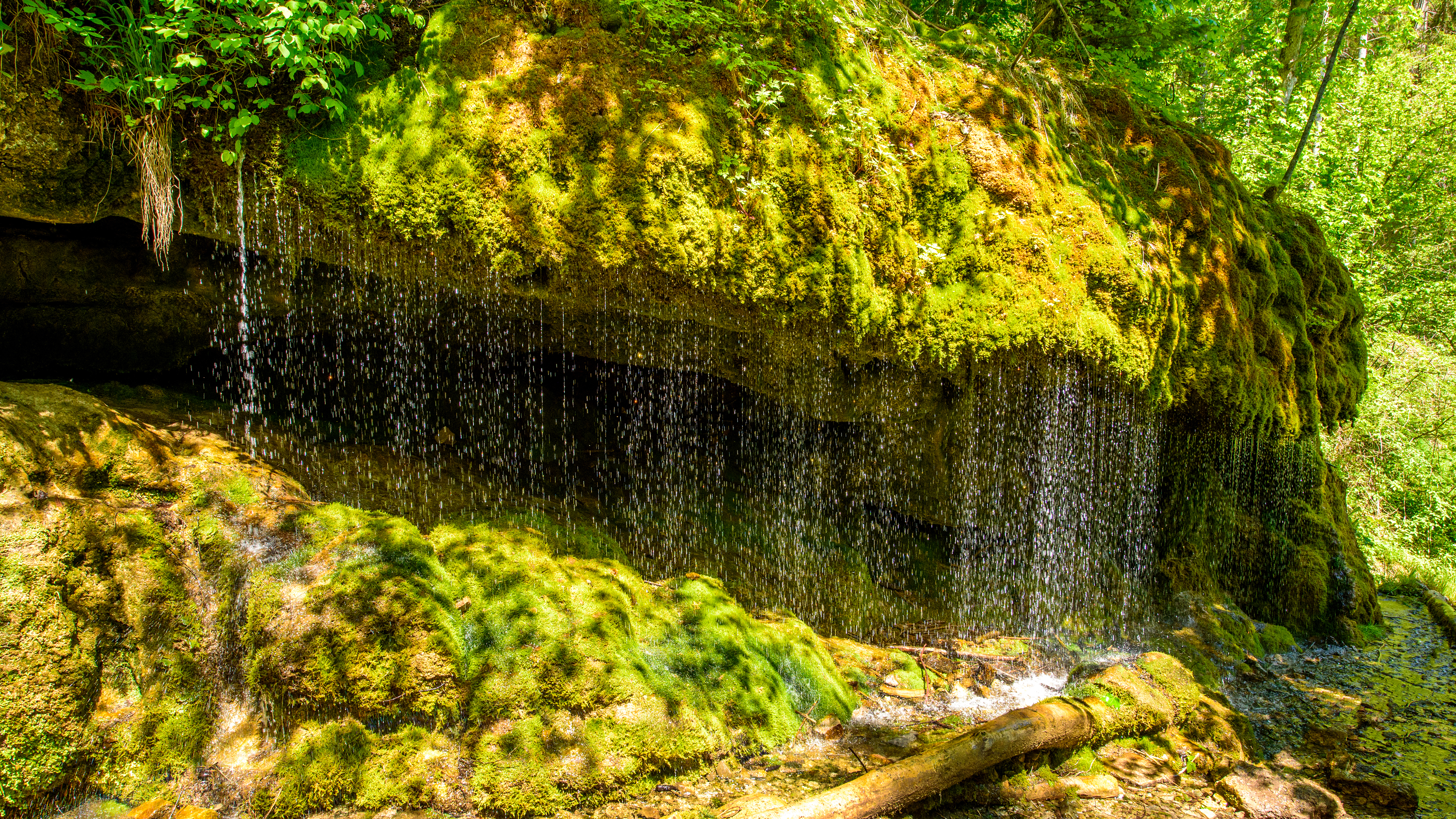
Dietfurter Schleierfall
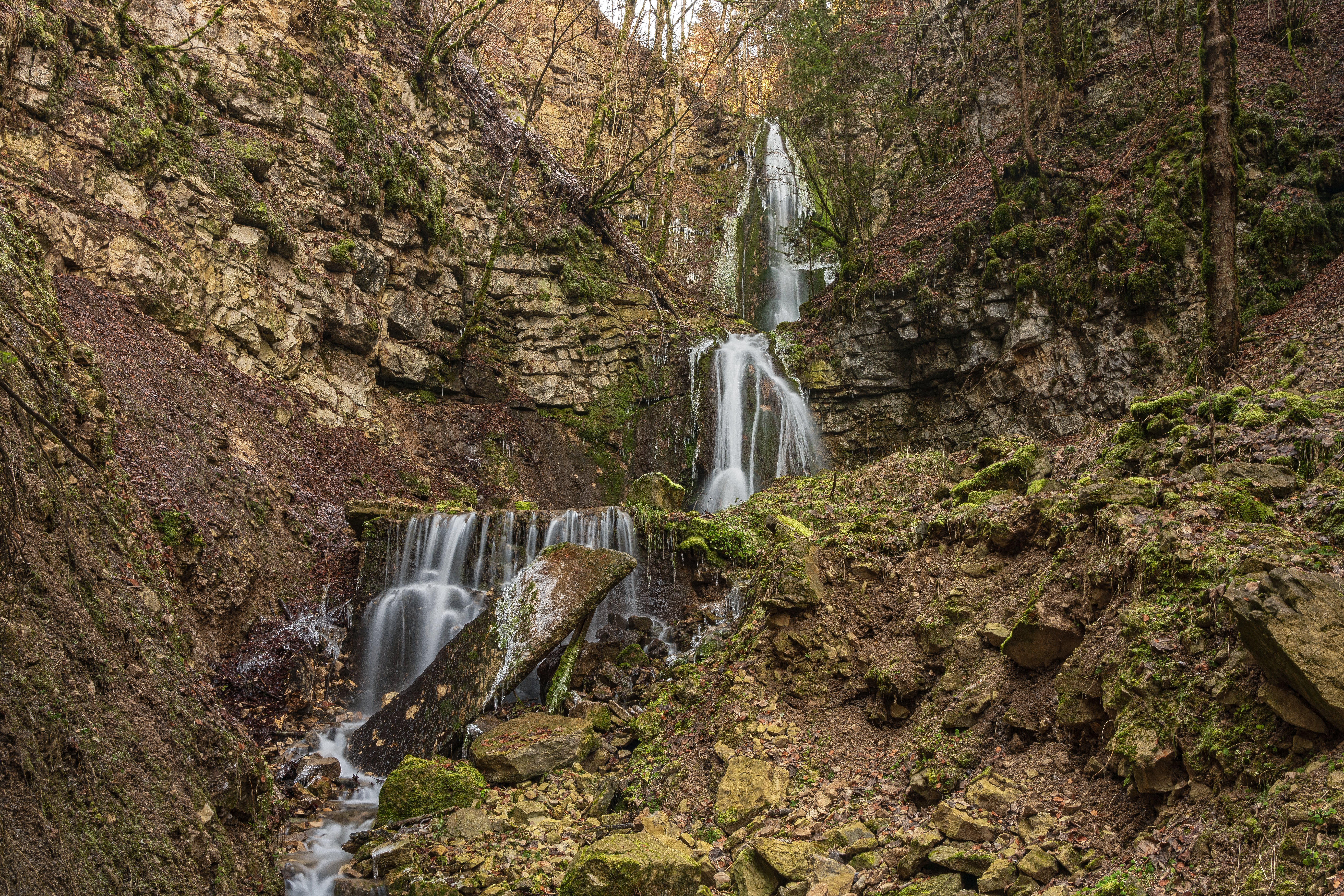
Wasserfall südwestlich des einstigen Bad Boll
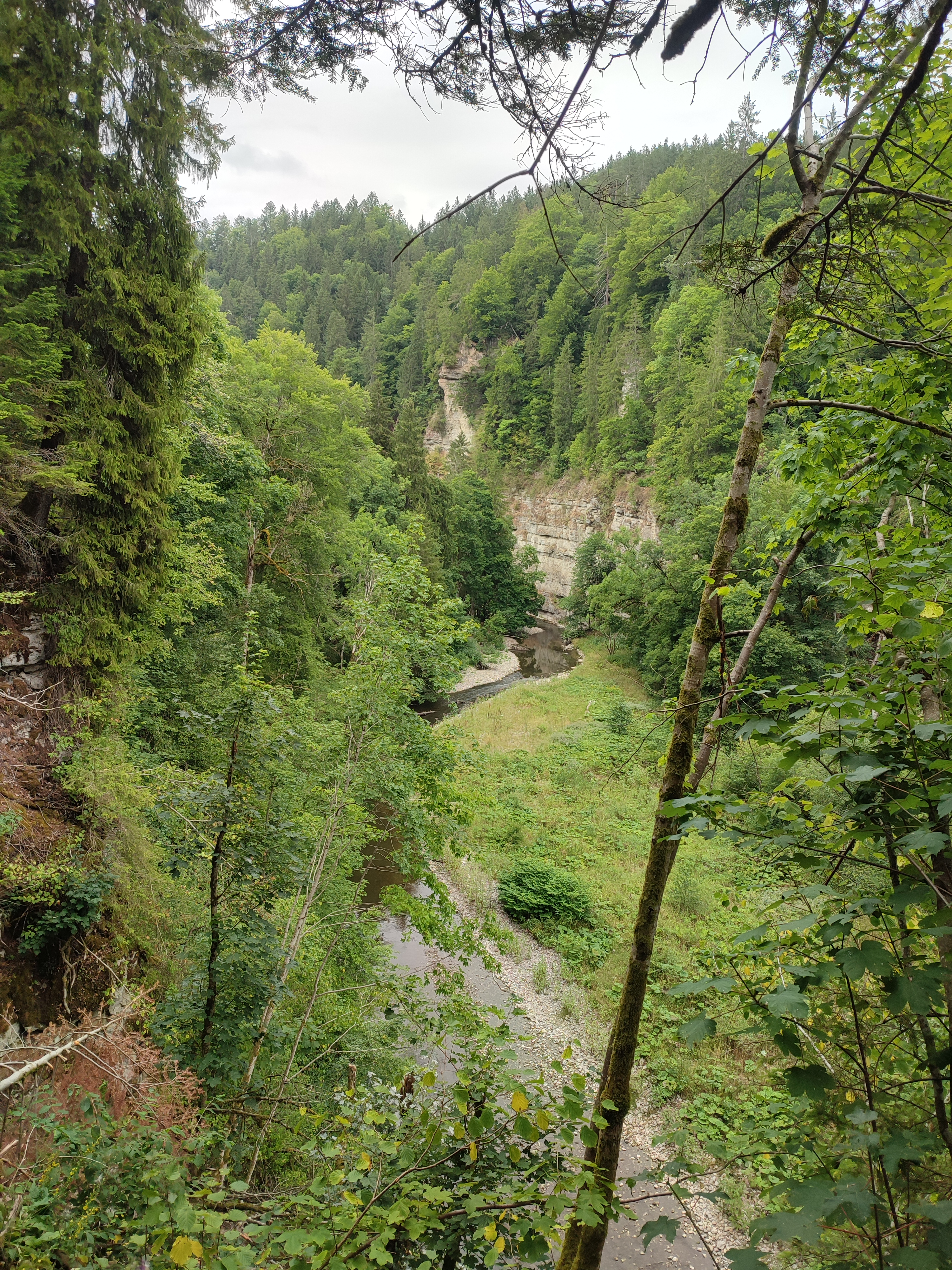
Blick von der Felsengalerie in die mittlere Wutachschlucht
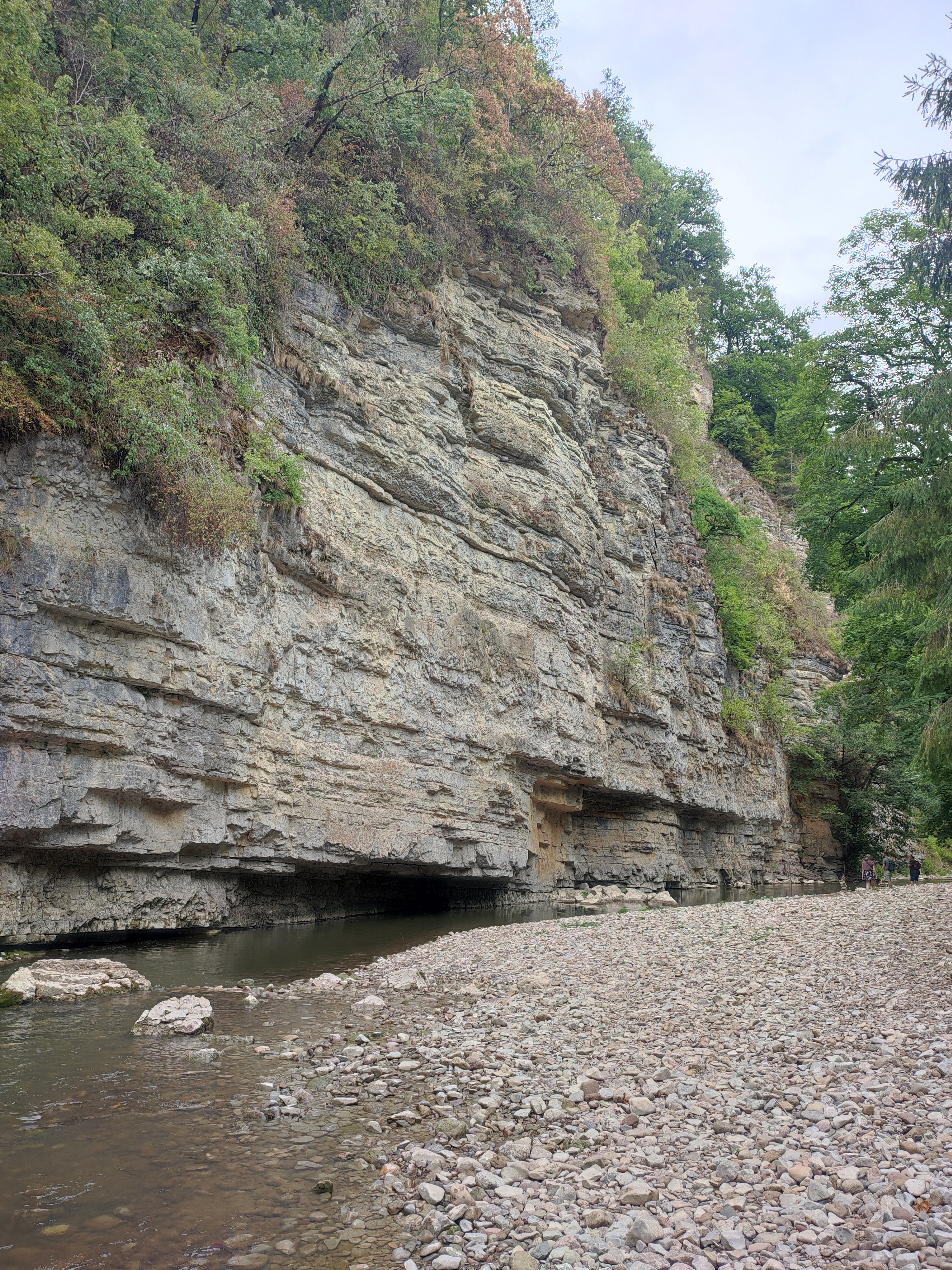
Muschelkalk-Wand in der mittleren Wutachschlucht
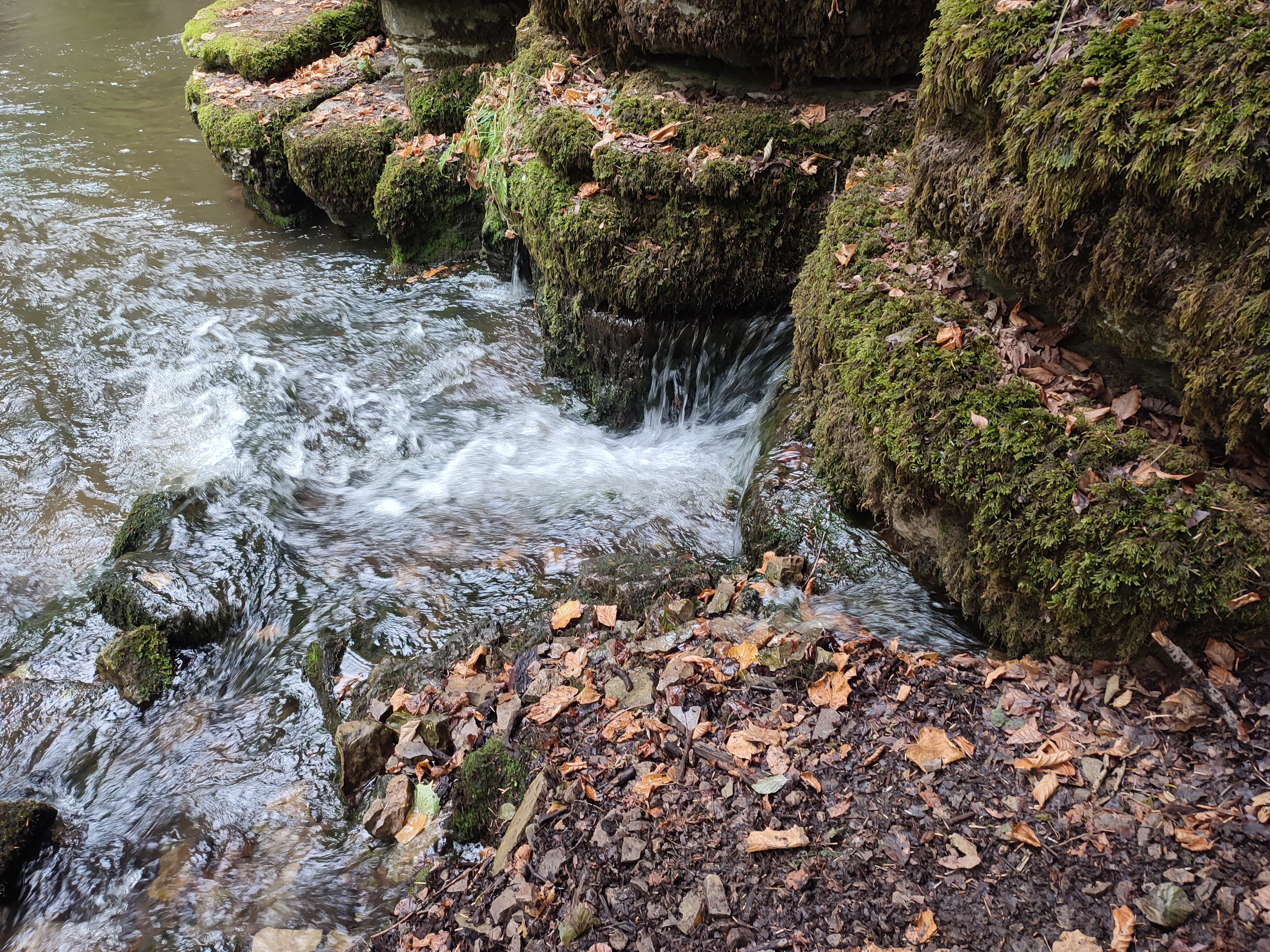
Austritt der unterirdischen Wutach zwischen zwei Felsschichten
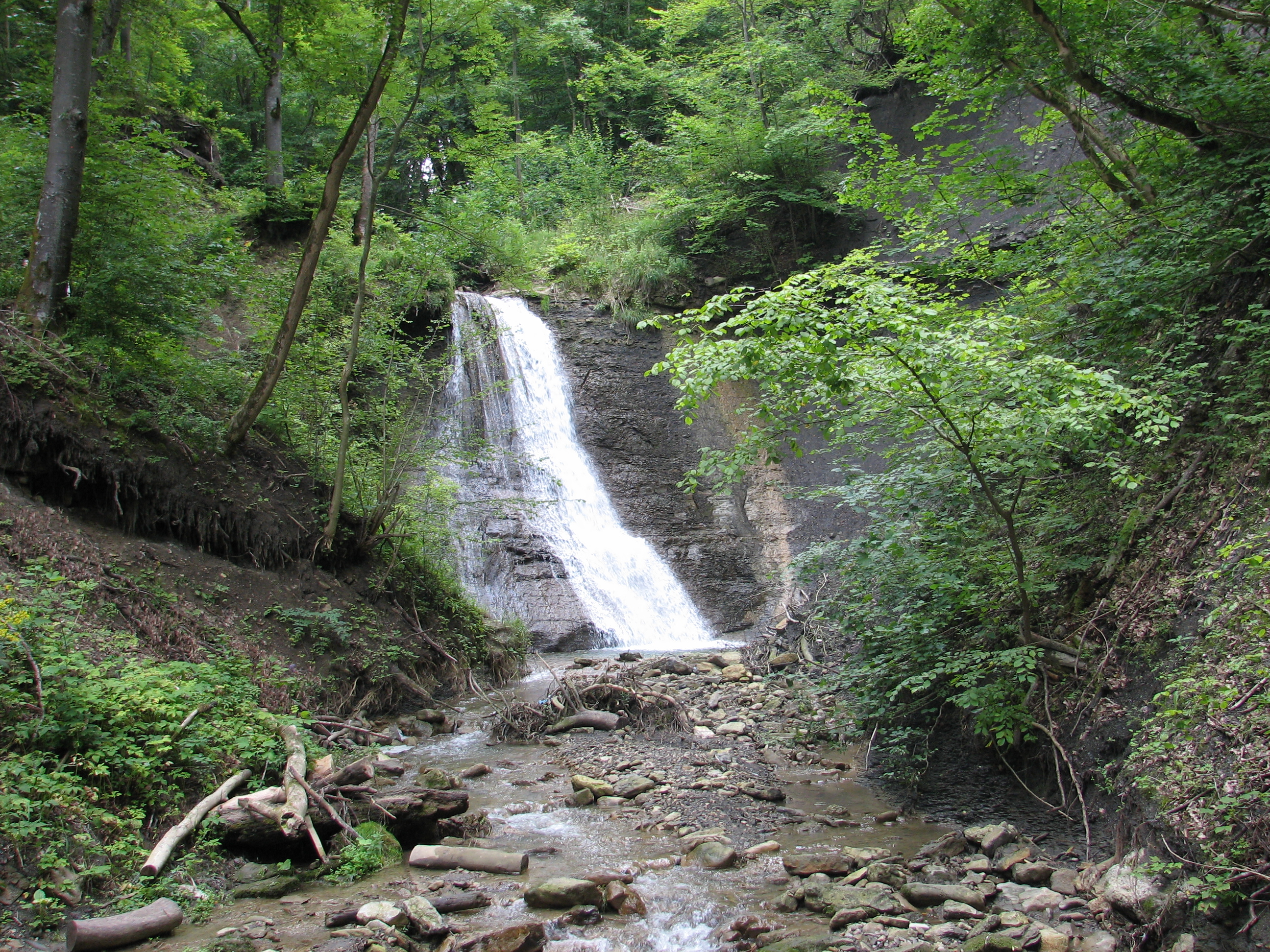
Mittlerer Schleifebach-Fall bei Blumberg

## Die Flussgeschichte der Wutach

### Hydrographische Hinweise
Am Lauf der Wutach gibt es zwei auffällige hydrographische Knoten, die auf einen weiträumigen landschaftsgeschichtlichen Rahmen der Schluchtbildung hindeuten:
- Der bedeutendere liegt im Bereich der Mündung des Flusses in den Rhein. Hier treffen keine 20 Kilometer voneinander entfernt sternförmig die Flüsse Rhein, Kotbach (frühwürmzeitlicher Rheinlauf), Wutach, Steina, Schlücht, Aare, Reuss und Limmat aufeinander.
- Der weniger auffällige liegt im Bereich des Wutachknies bei Achdorf und damit im Bereich der Wutachschlucht selbst. Hier hat sich ein Tälerkreuz gebildet, zum einen durch die von Westen heranströmende und nach Süden abknickende Wutach, zum anderen durch den von Norden einmündenden Krottenbach und durch den Schleifebach, der aus dem Tal herabstürzt, in dem ansonsten, jenseits der europäischen Hauptwasserscheide (Blumberger Pforte), die Aitrach träge ostwärts zur Donau fließt.

Beide Gewässerknoten stehen in engem Zusammenhang durch den nachfolgend skizzierten europaweit wirksamen erd- und flussgeschichtlichen Prozess, als dessen vorläufig letztem Höhepunkt die Wutachschlucht entstand und entsteht. (siehe auch: Flusssystem des Rheins)

### Entwicklung der Wutach-Vorläufer
Vor 5 bis 6 Millionen Jahren, im ausgehenden Miozän, begann die Urdonau ihren Lauf noch im oberen Rhonetal. Belegt wird dies durch alpine Schotter 70 bis 200 Meter über dem heutigen Tal, beginnend mit dem markanten Eichberg östlich der Wutachschlucht. Zunächst verlor der Strom (als Aare-Donau) durch tektonische Senkungen im nordwestlichen Vorfeld der Alpen das heutige Rhone-Gebiet bis zum Genfersee und dann, noch im Pliozän, das heutige Aare-Gebiet, vorerst über die Burgundische Pforte zum heutigen Doubs, danach aber, vor rund drei Millionen Jahren, über die Oberrheinische Tiefebene zur Nordsee. Viel später, im Altpleistozän, ging ihr über das Bodensee-Becken auch noch der heutige Alpenrhein verloren.
Damit war für mehrere hunderttausend Jahre die heutige obere Wutach zum Quellfluss der Urdonau geworden, zur Feldbergdonau. Sie floss in Höhe der breiten Ebenheiten direkt oberhalb der heutigen Schlucht, gut dokumentiert durch mehrere Schotterlagen. Dies änderte sich ganz zuletzt erneut, vor vielleicht 70.000 Jahren, mit beginnendem Hochglazial der Würm-Eiszeit. Durch noch nicht ganz geklärte Vorgänge brach die Feldbergdonau zum längst viel tiefer fließenden Hochrhein aus und konnte dadurch ihre seitherige gewaltige Erosionsleistung entfalten. Das Tal der heutigen Aitrach blieb als gekapptes und fast wasserloses Tal zurück.

### Die Wutachablenkung

#### Tektonisches Geschehen
Ähnlich den zuvor beschriebenen Laufverlegungen der großen Flüsse zeigen auch die kleineren Flüsse in südwestlicher Nachbarschaft der Wutach Spuren von Laufablenkungen. Viele, besonders deutlich Alb, Schwarza und Mettma, zeigen an mindestens einer Stelle ihrer ebenfalls schluchtartigen Täler plötzliche Richtungsänderungen um rund 60°. Fast immer wurden sie durch die Hebung des Schwarzwaldes nach rechts, zum Hochrhein hin „ausgekippt“. Doch anders als beim Wutachknie mit dem anschließenden Aitrachtal sind die verlassenen Täler kaum noch durch Formenreste erkennbar, bedingt durch die jeweils wesentlich älteren Ablenkungsereignisse. Bei der Wutach, d. h. der Feldbergdonau, wurde eine solche Ablenkung lange Zeit durch den Bonndorfer Graben verhindert, zwischen dessen Flanken sie wie durch Dämme zur Schwäbischen Alb geleitet wurde. Dieser Bonndorfer Graben ist eine ausgedehnte Grabenstruktur, die auch mit dem einstigen Vulkanismus des Kaiserstuhls und des Hegaus in Verbindung steht.

#### Ausbrechen der Feldbergdonau zur Ur-Wutach

Topographie des Wutachknies (oben) und der Flühen (Mitte)

Was schließlich doch zum Ausbrechen des Flusses geführt hat, ist weiterhin ungeklärt, und auch der Zeitpunkt ist nur vage eingrenzbar. Sprach man in der älteren Literatur oft noch von der Wutach-Anzapfung, also von rückschreitender Erosion des südlich benachbarten Baches, in dessen Tal die Feldbergdonau dann überlaufen konnte, so verlangt die Situation am Wutachknie doch andere Erklärungen, weswegen heute nur noch von der Wutach-Ablenkung gesprochen wird. Umstritten ist, ob die Vergletscherung des Schwarzwaldes in der Risseiszeit (oder davor) bis zum Albrand gereicht hat und dort beim eventuellen Übertritt ins viel tiefere Fützener Talbecken den Grabenrand niedergeschliffen hat. Weniger umstritten ist die Hypothese, dass, nachdem die würmzeitliche Aufschotterung das Tal der Feldbergdonau zunehmend verfüllt hatte, ein wiederholtes Ausbrechen der Eisstauseen des würmzeitlichen Gutach-Gletschers im Ordnachtal bei Neustadt die wie auch immer erniedrigte Wasserscheide überströmt und die entscheidende erste Kerbe eingerissen haben könnte. Erstaunlich ist aber, dass diese Kerbe, Vorläuferin der heutigen Flühen, nicht zum Fützener Becken, sondern quer zum Gefälle daran vorbeiführt. Bei der kaum mehr als 70.000 Jahre zurückliegenden Ablenkung ist dort eine zur Erklärung hinreichend andere seinerzeitige Topographie schwer vorstellbar.
Die geringfügig gegeneinander verstellten Talseiten der Flühen lassen aber auch daran denken, dass es entlang einer entsprechenden Verwerfungslinie einen unterirdischen Vorlauf der Flussablenkung gab, ähnlich wie bei der Donauversinkung oder der Wutachversinkung in der mittleren Schlucht, auch diese im Oberen Muschelkalk stattfindend. Das nachsackende und nachbrechende hangende Gestein hätte dann den entscheidenden oberen Abschnitt der heutigen Flühe-Schlucht vorgezeichnet.

#### Andauernde Verschiebung der Wasserscheide
Seitdem hat sich noch eine weitere, kleinere Ablenkung vollzogen. Der am Wutachknie aus Richtung Aitrachtal herabstürzende Schleifebach reibt durch rückschreitende Erosion das verbliebene Aitrachtal von Westen her auf. Dies geschähe nicht mit der gegenwärtigen Schnelligkeit, wäre nicht zuvor etwas talabwärts die oberste Aitrach durch den Schwemmfächer des Mühlegrabens gestaut worden, bis das Wasser wenig talauf über die Abbruchkante der Wutachablenkung als heutiger Schleifebach zur Wutach überlief. Auch der Großteil des Mühlegrabens selbst fließt, vom Menschen fixiert, durch den einstigen Rückstaubereich in den Schleifebach und verstärkt damit dessen Erosionskraft.

### Die Entstehung der Schluchten
Wichtig zum Verständnis der heutigen Schluchten ist, dass die Schluchtbildung in zwei wesentlich unterschiedlichen Phasen vor sich ging.
Die auf Grund von Schotterkörpern im Gutachtal derzeit auf das frühe Würmglazial angesetzte Ablenkung setzte mit der Zunahme des Gefälles von ursprünglich zirka 0,4 Prozent auf anfänglich etwa 4 Prozent eine starke Erosionskraft frei. Die sommerlichen Schmelzwässer führten den durch Frostverwitterung während der übrigen Zeit zersetzten Untergrund ab und erzeugten eine reine Tiefenerosion, wobei die dadurch immer höher werdenden Schluchthänge trotz des meist wenig stabilen Untergrundes frostbedingt recht standfest und steil blieben. Man geht davon aus, dass die Schluchtbildung noch innerhalb der Würm-Kaltzeit bis fast zur heutigen Länge flussauf geschritten war, d. h. bis etwa zwei Kilometer unterhalb von Neustadt. Abgesehen von Interstadialen (Gossau-Interstadial) endete diese Tiefenerosionsphase erst vor etwa 10.000 Jahren mit der gegenwärtigen Warmzeit, also dem Holozän.
In der nun folgenden zweiten Formungsphase begannen die der stabilisierenden Eisrinde beraubten Hänge, in Schollen oder insgesamt hangab zu sacken. Seitdem verbreitern sich einige Schluchtabschnitte so, dass sie ihren Schluchtcharakter verlieren. Die Sackungsmassen drückten das Flussbett vielerorts zu, wenn die Erosionskraft des Hochwassers zum Abtransport des Materials nicht mehr ausreichte (sogenannter Talzuschub). Die Tiefe des Tals nahm dadurch abschnittweise wieder etwas ab, und das Gefälle wurde unausgeglichener. An den Stellen, wo feste Gesteine über wenig standfesten liegen, lösen sich Felstürme aus den Wänden, die langsam zu Tal gleiten oder auch kippen. Oberhalb solcher Wände bilden sich Netze tiefer Zerrspalten. Neben den flächenhaften Sackungen und Rutschungen (1966: 50 Hektar am Eichberg, 1977: am Buchberg) kommen in härteren, kalkig-sandigen Schichten auch größere Felsstürze vor wie der Eschacher Bergsturz von 1880 oder die Felsstürze von 1953 am Rümmelesteg und von 1981 am Kanzelfels.
Insgesamt wurden bei der Bildung der Wutachschluchten etwa zwei Kubikkilometer Gestein ausgeräumt.
Im Verlauf der Schlucht nimmt die mittlere Wasserführung des Flusses von knapp 3 m³/s (nach Einmündung der Haslach: 4 m³/s) auf gut 8 m³/s zu. Die Gauchach trägt etwa 1 m³/s bei. Die Erosionskraft hängt jedoch vom Hochwasserabfluss ab. Er liegt bei der Wutach im Mittel zwischen 9 m³/s an der Mündung der Haslach und 12 m³/s bei Grimmelshofen.
Die schnelle Ausräumung macht die Wutachschlucht zu einer in dieser Größenordnung für Europa außergewöhnlich jungen Talform, in dieser Hinsicht nur vereinzelt von anderen Talbildungen wie der Ruinaulta übertroffen.

## Vegetation und Tierwelt

### Vegetationsgeographisches
Aus der Sicht der Geobotanik ist die Vegetation der Wutachschluchten nicht nur Ausdruck des jeweiligen Standorts mit seinen Wuchsbedingungen, sondern auch der Klimageschichte und der nacheiszeitlichen Wiederbesiedelung durch die zuvor verdrängten Pflanzenarten. Diese ist wiederum Ausdruck der Lage zu großräumigen europäischen Vegetationsgebieten. Die Vegetation der Wutachschluchten hat damit
- über das Donautal Verbindung mit und Anteil an den subkontinentalen Vegetationseinheiten Osteuropas,
- über die Burgundische Pforte und das Hochrheintal Verbindung mit Südwesteuropa und
- über die ehemaligen Vergletscherungsgebiete Anteil an alpinen Florenelementen.

Derartige auch für andere Landschaften wirksamen Fernbezüge manifestieren sich in den Wutachschluchten in unmittelbaren Kontrasten fast gegensätzlich anmutender Vegetationstypen. Arktisch-alpine Florenelemente am Fuß von Blockschutthalden und in Schluchten mit „Kellerklima“ finden sich nahe bei submediterranen Gesellschaften wie Trockenrasen und Buschwäldern, besonders in südexponierten Steilhängen. Die für den Schwarzwald so charakteristischen atlantisch-ozeanischen Arten fehlen auf der Ostseite des Gebirges und im Gebiet der Wutachschluchten fast ganz.

### Standorte und Vegetation

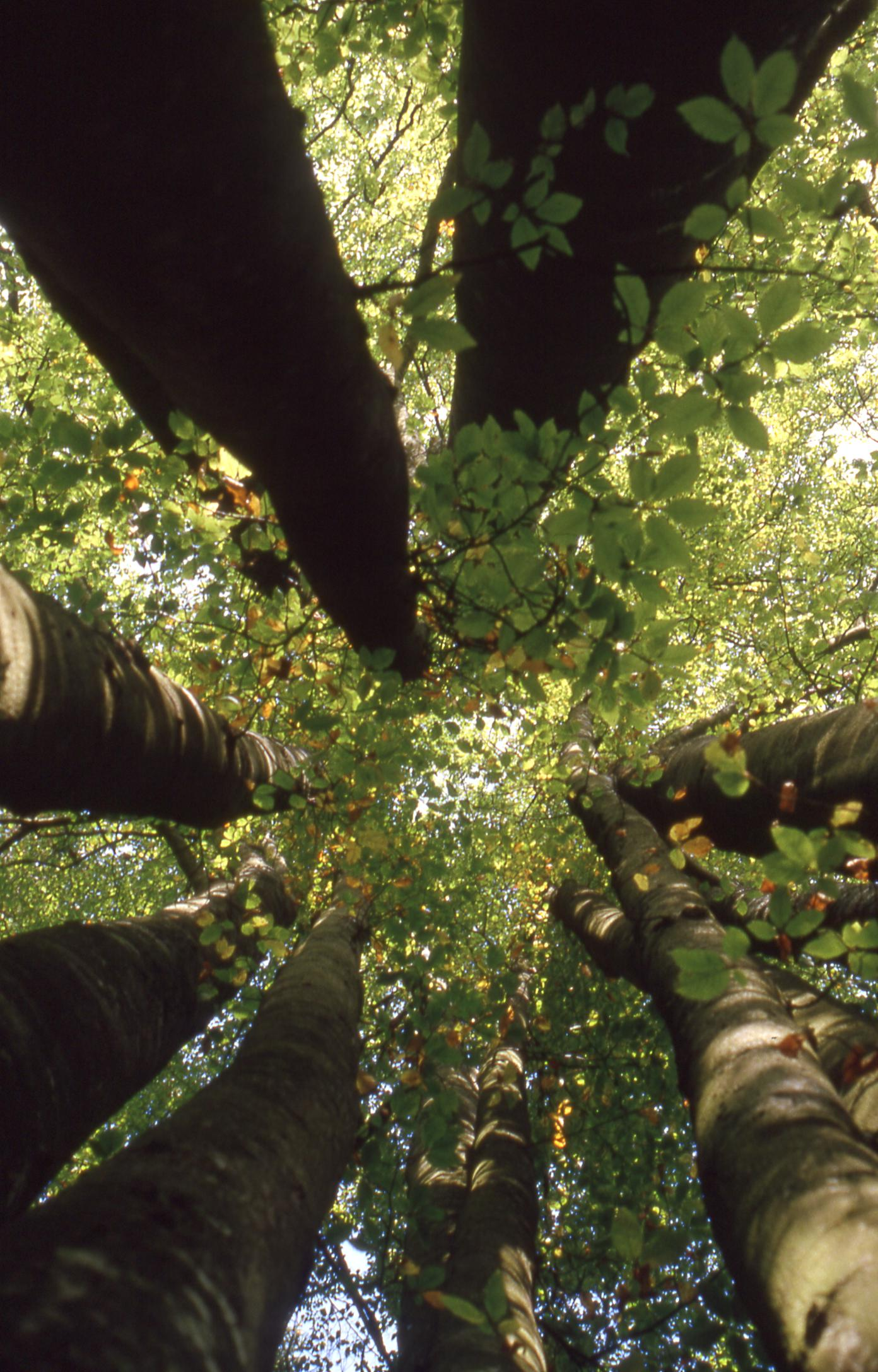
Mehrstämmige Rotbuche in der Wutachschlucht

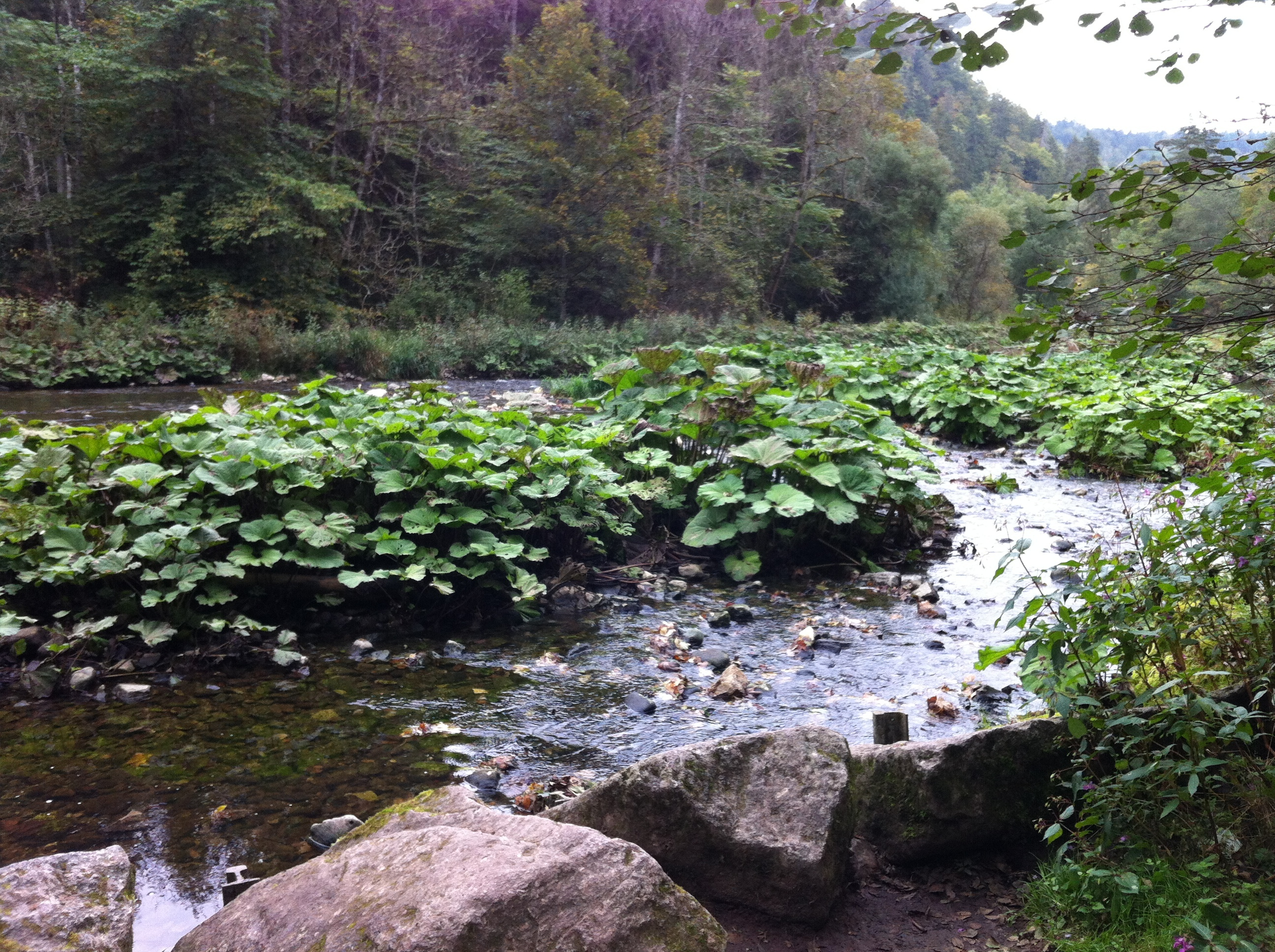
Pestwurzbestände in der mittleren Schlucht

Die schwer oder gar nicht zu bewirtschaftenden Steilhänge weisen Waldgesellschaften auf, die denen der potentiellen natürlichen Vegetation nahezu entsprechen.
In kiesigen Schluchtauen und Schwemmfächern sind die großblättrigen Pestwurzbestände augenfällig. Verfestigt werden die Bänke durch Pioniergehölze wie Grau-Weiden und Bruch-Weiden. Etwas ältere Bänke werden von der Grau-Erle und in der granitenen Oberen Schlucht von der Schwarz-Erle besiedelt. Grau-Erlenbestände sind im Frühjahr besonders blütenreich. Etwas höher nehmen die Anteile von Berg-Ahorn und Rot-Buche rasch zu. Auffallend sind hier Bestände des Winter-Schachtelhalms. Anders als die Schotterauen sind die engen Auen der Nebenschluchten von der Esche dominiert. Besonders in der Gauchachschlucht kommen eindrucksvolle Bestände des Riesen-Schachtelhalms vor. An quellfeuchten Hängen nehmen verbreitet Astmoose Kohlensäure auf und wandeln dabei sich anlagerndes Kalziumbikarbonat in wasserunlösliches Kalziumkarbonat um. Dabei entstehen großflächig feste, moosgefütterte Kalktuffkrusten.
An warmen, eher feuchten Südhängen ist der Ahorn-Linden-Wald verbreitet, allerdings nicht in der Granitschlucht. In dieser Waldgesellschaft ist der Epiphytenreichtum auffällig, gelegentlich kommt der Türkenbund vor. Die trockeneren Partien nehmen Eichenwälder mit Elsbeerbaum und Mehlbeerbaum ein. Die Strauchschicht ist hier oft undurchdringlich. Breite Gebüschsäume an Waldrändern weisen vielfach typische Pflanzen der Steppenheide auf. An felsigen, flachgründigen Standorten haben sich mitunter Kiefernsteppenwälder ausgebildet.
An den kühl-feuchten Nordhängen ist das Pendant zum Ahorn-Linden-Wald der Eschen-Ahorn-Schluchtwald. Auch hier gibt es mit dem Kleebwald eine an Frühjahrspflanzen besonders reiche Variante auf tiefgründigen Böden. An schuttreichen, steilen, eher instabilen Hängen ist der Anteil der Bergulme deutlich erhöht und das Silberblatt kennzeichnend, in der Flüheschlucht auch der Hirschzungenfarn. Die Buche kommt teils bestandsbildend mit geringem Unterwuchs vor, teils als Tannen-Buchenwald, oft auch natürlich mit einem Fichtenanteil.
Im Bereich silikatischer Gesteine herrschen Eschen-Ahorn-Schluchtwälder und Fichten-Tannen-Buchenwälder vor. Allerdings sind verbreitet auf weniger steilen Hängen forstlich geprägte Fichten- und Fichten-Kiefern-Bestände eingestreut. Die Flora der Felsen der Oberen Schlucht aus Granit und Buntsandstein ist meist artenarm, im Gegensatz zu den Kalkgesteinen der übrigen Schlucht, wo sich gehäuft selten gewordene Offenlandarten finden.
Die wenigen verbliebenen ursprünglichen Wälder auf der Hochebene der Baar oberhalb der Schluchten sind für ihren Orchideenreichtum bekannt. Ansonsten dominiert heute der Fichtenreinbestand. Die natürliche Waldgesellschaft der Baar, einer der winterkältesten Landstriche Mitteleuropas, war allerdings schon vor dem wirtschaftenden Einfluss des Menschen von Nadelhölzern (Tannen, Kiefern und Fichten) geprägt. Der einstige Anteil der Buche geht aus den in Torfen erhaltenen Baumpollen nicht eindeutig hervor und gibt weiterhin Anlass zur Diskussion.

### Artenvielfalt und Tierwelt
Von den rund 2.800 Gefäßpflanzen Süddeutschlands kommen etwa 1.200 Arten in der Wutachschlucht vor, darunter etwa 40 Orchideenarten.
Die Vielfalt der Lebensräume in der Schlucht spiegelt sich auch bei der Fauna in hohen Artenzahlen. Wirbel-, Glieder- und Weichtiere sind mit überschlägig 10.000 Arten vertreten.
Die Vogelwelt ist mit fast 80 Arten für ein Engtal sehr vielfältig. In Eichen-Kiefern-Buschwäldern kommen typischerweise Berglaubsänger, Gartengrasmücke und Gartenbaumläufer vor, im Ahorn-Linden-Wald Mönchsgrasmücke und Waldlaubsänger, im Tannen-Buchen-Wald beispielsweise Misteldrossel, Waldbaumläufer oder Tannenhäher. Im engeren Schluchtbereich finden sich an den Felsen Wanderfalke und Grauschnäpper, im Schluchtwald Zaunkönig und Sumpfmeise und an der Wutach selbst Eisvogel, Wasseramsel, Gebirgsstelze und bis vor kurzem der Gänsesäger.
Fledermäuse kommen wegen der zahlreichen kleineren Höhlen in einigen Arten vor, jedoch nicht in großen Individuenzahlen.
Mit 590 Großschmetterlingsarten beherbergt die Schlucht etwa die Hälfte der in Baden bekannten Arten. Außerdem kommen rund 1.400 Käferarten und über 1.000 Zweiflüglerarten (Mücken, Fliegen) vor.

## Kulturlandschaftliches
Das Wutachland und die Baar sind Altsiedelland, auf dem jungsteinzeitliche Gräberfelder zu finden sind. Die Ebenen zwischen Schwarzwald und Schwäbischer Alb (Baaralb, Randen) wären zudem prädestiniert als nordsüdlicher Durchgangsraum, läge nicht die Wutachschlucht als schwer überwindbarer Graben an der engsten Stelle quer. Einst wich daher die Römerstraße von Windisch (Vindonissa) nach Rottweil (Arae Flaviae) ostwärts durch die Täler der Baaralb aus. Im Mittelalter gab es nur wenige, und dann steile oder instabile Querwege mit Furten.
Die Wirksamkeit der Trennlinie zeigt sich an der südlich der Schlucht hochalemannischen, nördlich davon bodenseealemannischen Mundart mit schon schwäbischem Einschlag. Als „Ennewüetler“ grenzen sich die Umwohnenden von denen jeweils jenseits der Wutach ab.

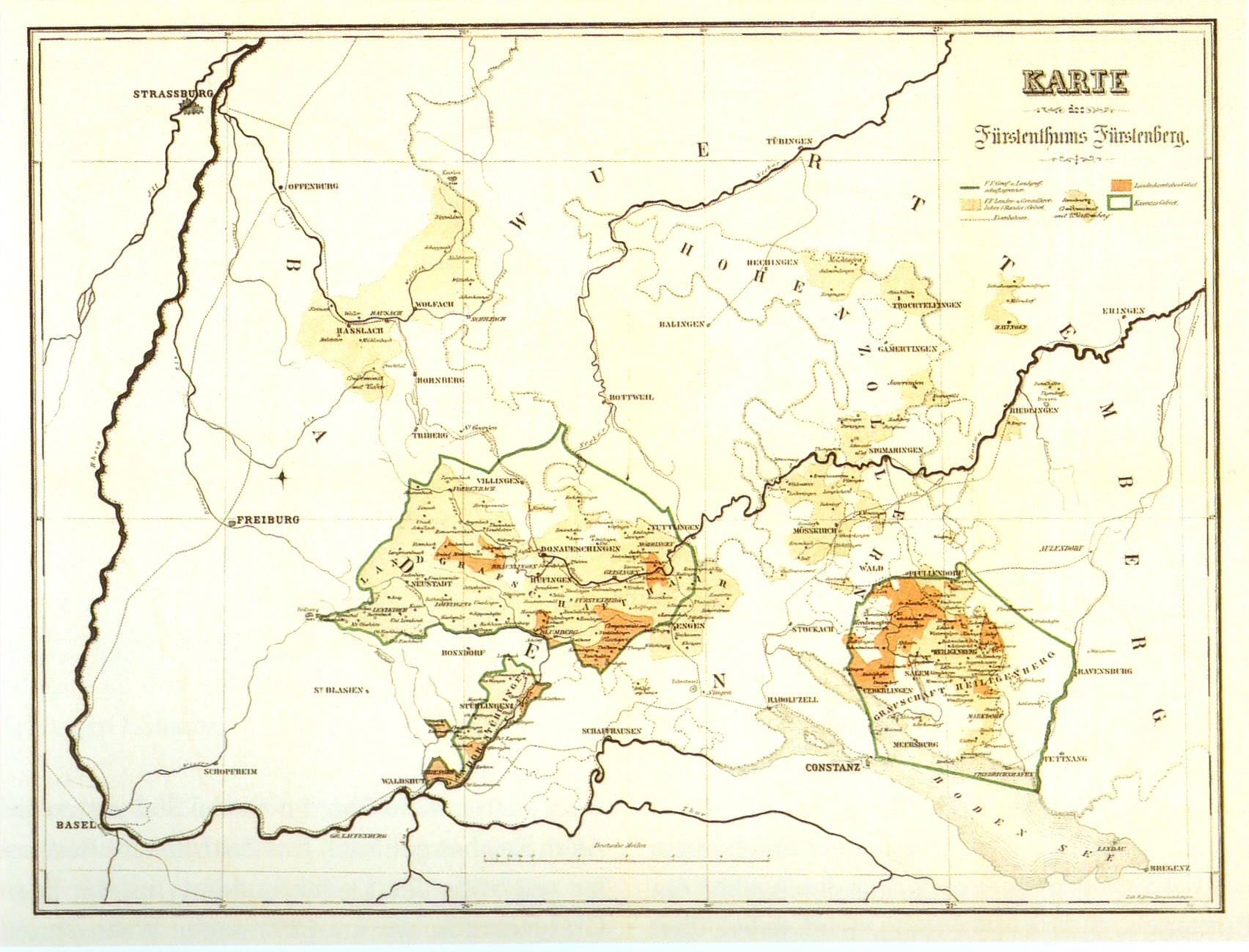
Karte des Fürstentums Fürstenberg

Die Wutach war bis zur Bildung des Großherzogtums Baden 1806 Grenze von Territorien wie dem alamannisch-fränkischen Herrschaftsbereich der Bertholdsbaar, die sich bis in die Gegend von Horb im Norden erstreckte (8. Jahrhundert) oder von Herrschaften der Zähringer. Davon zeugt auch die große Zahl von – oft abgetragenen – Burgruinen entlang der Wutachschlucht. Später trennte die Schlucht die fürstenbergische Landgrafschaft Baar von der zum Kloster St. Blasien gehörenden Grafschaft Bonndorf.
Die wirtschaftliche Nutzung der Schlucht beschränkte sich zumeist auf Forstwirtschaft, anfangs vorwiegend nahe der Schluchtsohle. Im 17. und 18. Jahrhundert wurde Scheitholz vom Haslachtal zum ehemaligen Eisenwerk Eberfingen bei Stühlingen geflößt. Am Badhof gab es geringen Gipsabbau. Das Elektrizitätswerk Stallegg von 1895 in der oberen Schlucht ist eines der ältesten Flusskraftwerke in Deutschland und trug bis 1979 zur Stromversorgung Donaueschingens bei. Es wurde im Jahr 2000 reaktiviert.
Bestrebungen, die Wutachschlucht durch eine Talsperre zur Energiegewinnung zu nutzen, kamen in der Zeit des Nationalsozialismus auf. Das 1943 genehmigte Projekt zur Errichtung der Wutachtalsperre kam durch den Zweiten Weltkrieg zum Erliegen. 1951 griffen die Schluchseewerke den Plan auf und erweiterten ihn stark. Das Vorhaben rief jedoch breiten Protest in der Bevölkerung hervor und wurde auch aus Gründen des Umweltschutzes 1960 endgültig verworfen.
Heute kommt der Wutachschlucht ein hoher Identifikationswert für das umgebende Gebiet zu (Wutachregion, Wutachland).

## Tourismus und Erschließung

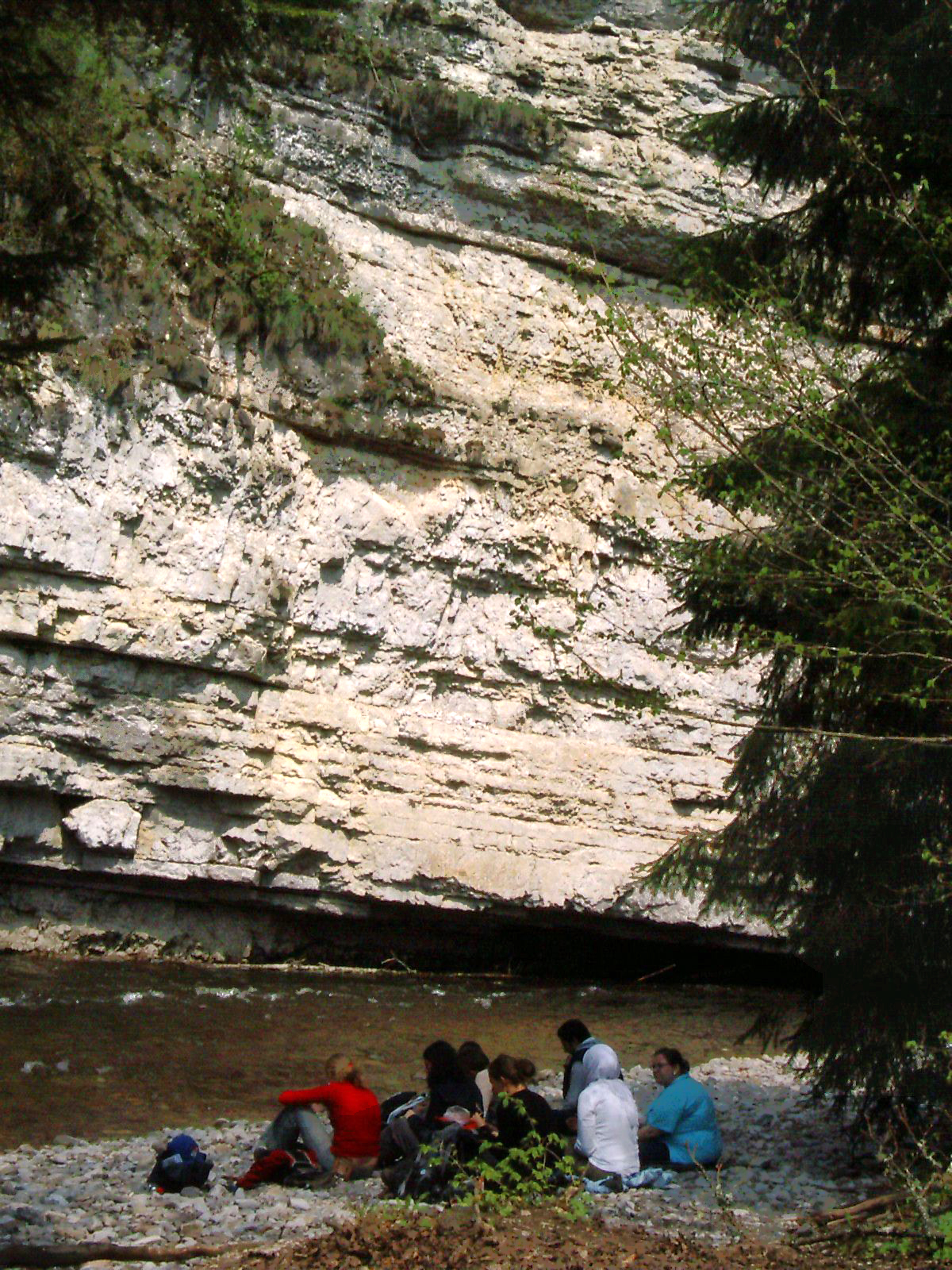
Rastende unter einer Muschelkalk-Wand an der Wutach

Keimzelle des Tourismus an der Wutach ist der Badhof unterhalb der Schlossruine Boll, zunächst Badhäuschen der Herren von Tannegg, ab etwa 1840 Bad Boll (Schwefelsole), um die Jahrhundertwende mondänes Hotel, von 1894 bis 1913 im Eigentum des Bad Boll Fishing Club Ltd. London, später unter anderem Therapieeinrichtung. Die Reaktivierung als Wandererheim wurde verhindert, 1992 folgte der Abriss durch das Land Baden-Württemberg.

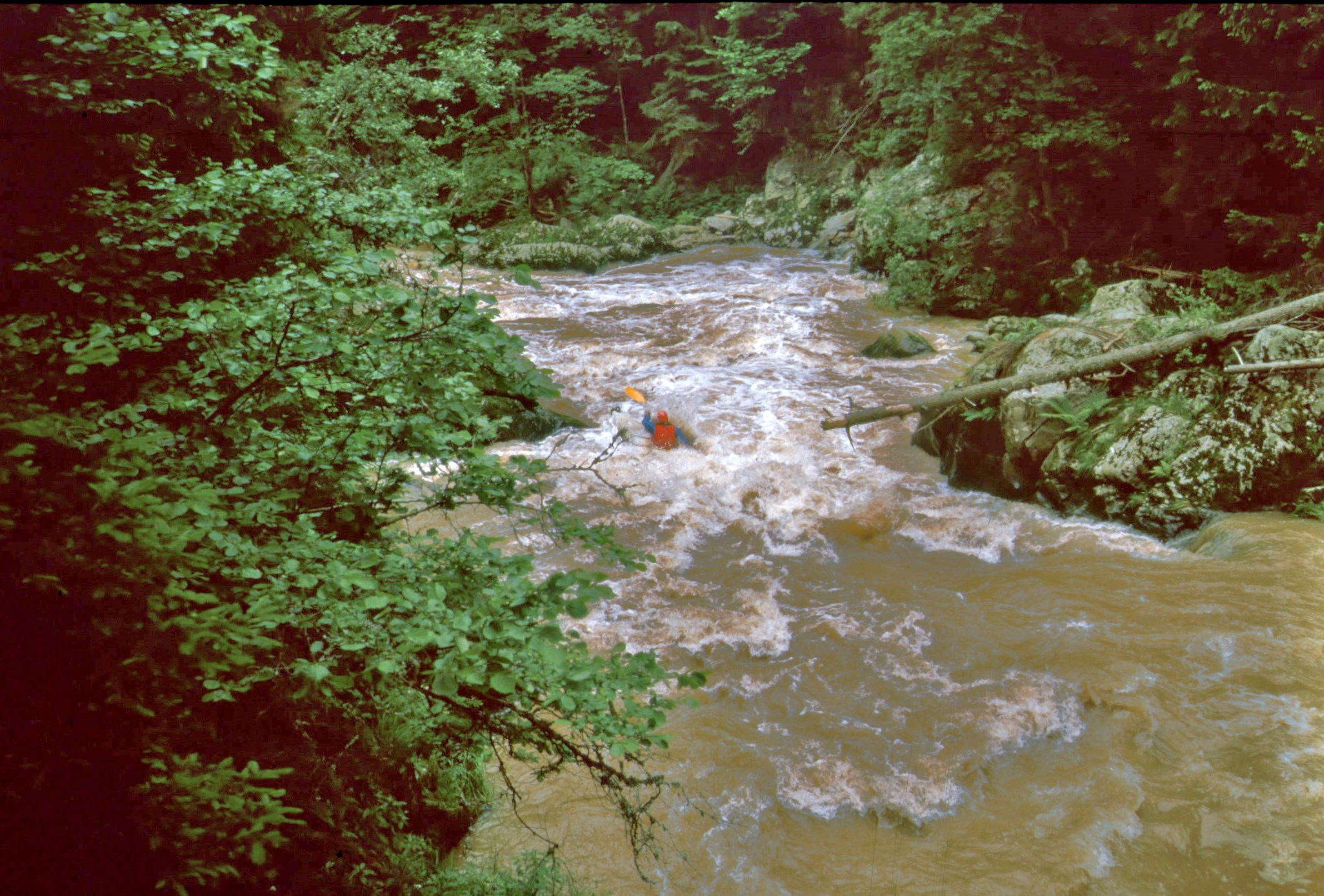
Wildwasserkanuten befahren meist die enge Obere Schlucht bei Stallegg.

War der Badebetrieb hier nur von lokaler Bedeutung, entwickelte der Angeltourismus an dem einst europaweit berühmten Forellengewässer mondänes Gepräge. Die Erschließung mit Wanderwegen begann um 1890, meist durch den Schwarzwaldverein, teils auch durch Mitglieder des englischen Fishing Club. Dann erfolgte der aufwändige Bau des Ludwig-Neumann-Weges entlang der Muschelkalkschlucht durch den Schwarzwaldverein 1904, anfangs mit sieben, bald größtenteils von Hochwässern zerstörten Brücken, später durch die Felswände neu trassiert. Die Planung und Bauleitung erfolgte durch den Bahnbauingenieur Karl Rümmele. Von 1908 bis 1910 wurden auch die Urgesteinsschlucht und die Flühe-Schlucht zugänglich gemacht. Der gesamte Schluchtpfad ist Teil von Hauptwanderwegen des Schwarzwaldvereins (Schwarzwald-Querweg Freiburg–Bodensee und Ostweg). Außerdem ist er Teil des neu hergerichteten und zertifizierten Fernwanderweges Schluchtensteig. Wanderbuslinien und Gepäcktransportservices ergänzen das touristische Angebot.
In den letzten Jahren wird die Wutachschlucht trotz der extrem starken Frequentierung des Hauptwanderweges verstärkt touristisch beworben, etwa als „Grand Canyon des Schwarzwaldes“ (ähnlich: Bodetal).
Heute besuchen pro Saison zwischen 80.000 und 100.000 Wanderer die Schlucht. Die Wutachschlucht ist Ziel nicht nur Erholungsuchender, sondern auch von Amateurgeologen, -paläontologen und -botanikern, außerdem von Exkursionsveranstaltungen für Studenten und Schüler. Daher wurden im Schluchtengebiet ab 1978 sieben öffentliche geologische Klopfplätze angelegt, und in Aselfingen bestand einige Jahre lang ein geologisches Informationszentrum. Zahlreiche Schautafeln erläutern an Aufenthaltsplätzen und wichtigen Zugangswegen das Naturgeschehen.

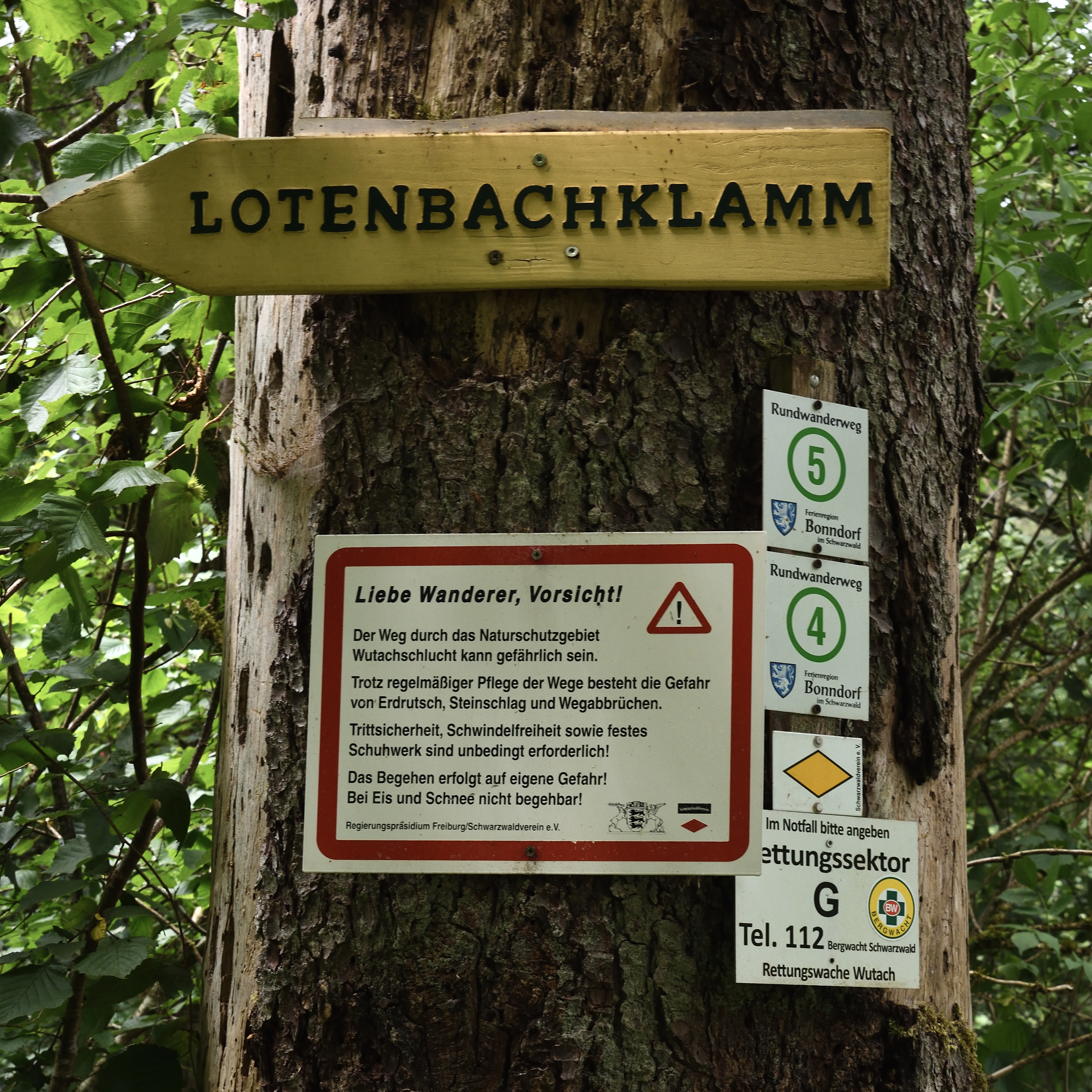
Wegweiser mit Warnhinweis und Hinweis auf Rettungsabschnitt

Immer wieder kommt es zu Erdrutschen und Felsstürzen, was zu Wegsperrungen und Umleitungen führt. So müssen Wege oft neu instand gesetzt werden. Durch Naturereignisse, aber auch ungenügende Vorbereitung kommt es immer wieder zu Wanderunfällen, zu denen die Bergwacht ausrücken muss, in der Hauptsaison zwei- bis dreimal pro Woche. Die Pfade sind teilweise rutschig und ausgesetzt, Trittsicherheit und festes Schuhwerk sind erforderlich. Auch Hinweistafeln an den Einstiegen weisen auf diese Umstände hin.
Im März 2017 musste ein Freileitungsmast niedergelegt werden, der nach einem Erdrutsch unmittelbar an der Abbruchkante stand. Im Mai wurde dafür ein neuer aufgestellt. Weitere sollen versetzt werden.

### Landstraße 170
Die natürlichen Erdbewegungen führen dazu, dass die Landesstraße 170 von Bonndorf durch die Schlucht nach Löffingen immer wieder instand gesetzt werden muss. Daher machte Bonndorfs damaliger Bürgermeister Michael Scharf 2020 den Vorschlag, „zu prüfen, ob eine Brücke auf Dauer nicht günstiger wäre“. Das Regierungspräsidium sieht jedoch keine Notwendigkeit. Außerdem liege die Entscheidung beim Land oder sogar beim Bund.
Erneuten Aufschwung erhielt die Diskussion um eine Brücke, nachdem die Straße Ende Januar 2024 nach Hangabrutschen nur einspurig und nur für PKW befahrbar war. Im Februar 2024 wurde sie schließlich komplett gesperrt, da die Straße mitsamt Hang zu rutschen begonnen hatte. Im April 2024 wies der Asphalt Risse von mehr als 20 Zentimetern Breite und einem Meter Tiefe auf. Geologen versuchen seitdem, den Hang trocken zu legen und planen weitere Stabilisierungsmaßnahmen. Vor 2025 sei eine, auch nur einspurige, Öffnung der Straße unmöglich. Daraufhin starteten Kommunalpolitiker eine Petition zur Erstellung einer Machbarkeitsstudie über die Brücke. 
Das Regierungspräsidium Freiburg erklärte im März 2024, eine Brücke müsste aufgrund des Naturschutzes und der geologischen Gegebenheiten mindestens 500 Meter ohne Stützen überspannen. Außerdem würden die Kosten bei mehreren Hundert Millionen Euro liegen, ein Bau sei damit weiterhin unrealistisch.

## Naturschutz und Wasserqualität
Auf Initiative und dreijähriges Betreiben des damaligen Landesbeauftragten für Naturschutz in Baden, Hermann Schurhammer aus Bonndorf, vor allem gegen die damaligen Forstbehörden, beschloss der Badische Landtag 1928 einstimmig, die Landesregierung zu beauftragen, ein Naturschutzgebiet Wutach-Gauchachtal zu schaffen, und zwar als „Ersatz“ für die durch den Bau des Schluchseewerkes zerstörten Naturlandschaften. Erst mit der Verordnung vom 26. Juli 1939 erfolgte dann die Unterschutzstellung. 1979 folgten die Flühen. Seit der letzten Erweiterung am 16. März 1989 umfasst das Naturschutzgebiet Wutachschlucht 950 Hektar.

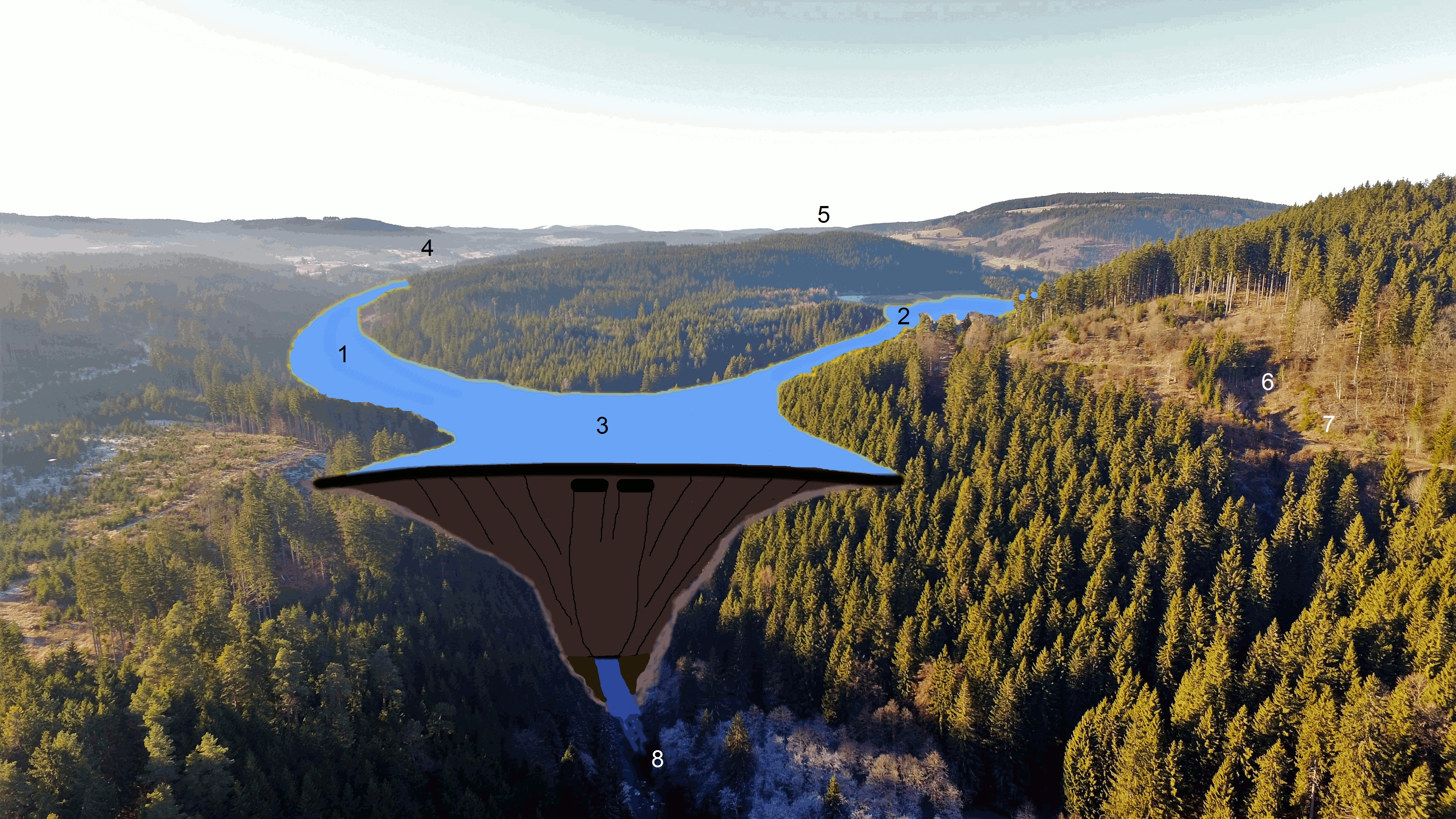
Nach dem Zusammenfluss von Gutach (1) und Haslach (2) sollte die Staumauer errichtet werden. (Modellzeichnung)

Ab 1942 war das Herzstück der natürlichen Dynamik in der Wutachschlucht, die Erosionsleistung der Wutach, durch die Absicht der Schluchseewerk AG bedroht, zusätzlich zu den bereits zum Schluchsee abgeleiteten Quellbächen des Flusses im Feldberggebiet (2 m³/s) die Wutach insgesamt mittels einer 62 Meter hohen Staumauer unterhalb der Haslachmündung zur Kraftwerksgruppe im Schwarzatal zu leiten. → Wutachtalsperre. Im Januar 1953 wurde die Arbeitsgemeinschaft Heimatschutz Schwarzwald von Fritz Hockenjos zur Rettung der Wutachschlucht vor den Staudammplänen gegründet. Auch der Naturschützer Erwin Sumser setzte sich für den Erhalt der Schlucht ein. Nach 18 Monaten konnten dem Innenministerium des Landes circa 185.000 Unterschriften gegen die Planung vorgelegt werden. Und nachdem noch „1000 Personen am 3. Mai 1959 in der Wutachschlucht zu einer großen Kundgebung zusammen(kamen) […] blieb das Kleinod und Wunder der Schöpfung künftigen Generationen erhalten.“ 1960 beschloss die Landesregierung unter Ministerpräsident Kurt Georg Kiesinger, die Pläne abzuweisen.
Die Abwässer der Papierfabrik Neustadt führten von 1909 bis 1989 immer wieder zu Fischsterben und Geruchsbelästigung in der oberen Schlucht. Der Bau einer Kläranlage mit chemischer (1972) und dann auch biologischer (1981) Abwasserbehandlung hatte nicht den erhofften Effekt. 1989 ging die Papierfabrik Neustadt, die zeitweise um die 500 Beschäftigte hatte, in Konkurs. Durch die Übernahme durch die Felix Schoeller Group konnten das Unternehmen und die Arbeitsplätze gerettet werden. 105 Millionen Euro hat das Unternehmen seither in Titisee-Neustadt auch in die Wasserreinhaltung investiert. Auch die von den Umweltaktiven ebenfalls kritisierte Stadt Titisee-Neustadt verbesserte nach und nach die Qualität ihrer städtischen Kläranlage. Die Erfolge in Sachen Wasserqualität, nicht nur im Falle der Wutach, sind beachtlich.
Die Kreismülldeponie Münchingen wurde um 2008 außer Betrieb genommen, es bestehen Interessen an einer Weiterführung als Erdaushubdeponie.
Weitere Belastungen resultieren, besonders in der oberen Schlucht, aus Waldschäden, sowie, über der mittleren Schlucht und eher geringfügig, aus den Abgrabungen der Feldbergdonau-Sedimente.
Seit 1994 arbeitet ein hauptamtlicher Naturschutzwart („Wutachranger“) an einem integrativen Gesamtkonzept, das alle berechtigten Ansprüche an die Wutachschlucht der Schutzbedürftigkeit des ökologisch sensiblen Naturrefugiums anpassen soll. Dies geschieht auch durch Öffentlichkeitsarbeit, Besucherlenkung, Koordination von Pflegearbeiten und Kontrollen vor Ort.

## Medien
- Reinhard Zeese: Geographisch/geomorphologischer Ausflug in die Vergangenheit - Erlebnislandschaft zwischen Rhein und Bodensee (mit Flussanzapfung der Wutach), DVD, LEB-Brühl 2002